# Provincia de Buenos Aires
Buenos Aires, en el texto de la Constitución provincial: Provincia de Buenos Aires, es una de las veinticuatro jurisdicciones de primer orden o «estados autogobernados» que conforman la República Argentina, uno de los veinticuatro distritos electorales legislativos nacionales y una de las veintitrés provincias que integran el país. Su capital y ciudad más poblada es La Plata.
El territorio se encuentra en la región centro-oriental del país, abarcando gran parte de la región pampeana. Limita al norte con las provincias de Santa Fe y Entre Ríos, al noreste con el Río de la Plata y la Ciudad Autónoma de Buenos Aires, al este y sur con el mar Argentino del océano Atlántico, al suroeste con Río Negro, al oeste con la provincia de La Pampa y al noroeste con la provincia de Córdoba.
Con 17 569 053 habitantes, según el censo nacional de 2022, es la jurisdicción de primer orden más poblada del país. Del total de sus habitantes, el 58,4% (10 275 184 personas) viven en el AMBA (área metropolitana de Buenos Aires), de la que forman parte cuarenta partidos-municipios bonaerenses. En el resto de la provincia, llamado «interior bonaerense», viven 7 293 869 de habitantes que representan el 41,5% de la población total. Dentro del AMBA se encuentra incluida La Plata (la capital provincial) y todos sus alrededores (el Gran La Plata), que cuenta con 772 618 habitantes. El partido más poblado es La Matanza, ubicado en el AMBA, con 1 837 774 habitantes.
Con una superficie de 307 571 km² es la segunda jurisdicción de primer orden más extensa, por detrás de la de Tierra del Fuego, Antártida e Islas del Atlántico Sur, que cuenta con 1 002 445 km² (incluyendo territorios antárticos e insulares en litigio). Con 50,9 hab/km² esta es la tercera jurisdicción de primer orden más densamente poblada, detrás de la Ciudad Autónoma de Buenos Aires y la provincia de Tucumán.

## Historia

### Época hispánica y guerra de la Independencia
La historia de la provincia de Buenos Aires empieza cuando el Río de la Plata fue descubierto por la expedición del español Juan Díaz de Solís, quien buscaba un paso hacia las Indias Orientales. Solís desembarcó en la isla Martín García, siendo así el primer europeo en pisar suelo argentino, pero murió en un ataque de los indígenas, y los restantes tripulantes regresaron a España. Mientras por un lado Fernando de Magallanes continuaba la búsqueda del paso que llevara a los navegantes europeos hacia las Indias Orientales (el cual encontró al cruzar el estrecho de Magallanes), el primer adelantado Pedro de Mendoza fundó el puerto de «Nuestra Señora María del Buen Aire» el 2 de febrero de 1536. La ciudad fue sitiada y asaltada por los querandíes, y en 1541 fue abandonada por los españoles, quienes trasladaron a sus habitantes a Asunción del Paraguay. Mismo así, el lugar seguía teniendo una ventaja estratégica para los españoles, que desde ahí podían comerciar con España y preparar la expansión hacia el sur del continente. Por esto, Juan de Garay refundó la ciudad el 11 de junio de 1580, esta vez bajo el nombre de «Ciudad de la Santísima Trinidad del puerto de Santa María de los Buenos Aires». Esta se convirtió más adelante en la capital de la gobernación del mismo nombre y en 1776, en la del nuevo Virreinato del Río de la Plata. 4161216
Posteriormente, Garay comenzó a recorrer el territorio inexplorado, pasando por Tuyú, Tordillo y Kakel Huincul, llegado hasta el cabo Corrientes. Juan de Garay repartió entre sus acompañantes las tierras que se fueron descubriendo, situando las estancias destinadas a la cría de ganado junto al Río de la Plata. La estancia «vaquería» fue sometida al régimen de encomienda y condensó la actividad agropecuaria de la provincia, principal ocupación económica de la población española. La misma también se convirtió en fortín para mantener a raya los ataques de la población indígena local. Desde la ciudad de Buenos Aires se abrieron rutas hacia otras ciudades del Virreinato, y junto a ellas se establecieron otras como Baradero, Luján, Quilmes y San Andrés de Giles. La estancia aumentó su importancia al establecerse la industria del saladero, la exportación, y el prestigio de la lana local en Europa.

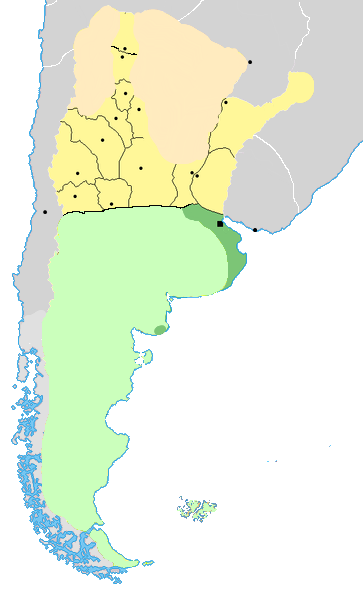
En verde oscuro el territorio de Buenos Aires antes de la reunificación en 1861 y en verde claro su territorio pretendido

La Revolución de Mayo de 1810, que desalojó del gobierno al virrey del Virreinato Río de la Plata, Baltasar Hidalgo de Cisneros, abrió interesantes perspectivas para la ganadería, ya que no implicó solamente el fin del monopolio español del comercio exterior sino también la introducción de sistemas y mejoras en la actividad desarrollados en otros países y de otras razas de ganado. La incorporación del alambrado permitió definir la propiedad de la tierra trazando límites claros, que hasta entonces eran vagos e imprecisos.
El 11 de febrero de 1820, a consecuencia de la Anarquía del Año XX, la provincia se constituyó en entidad política autónoma, designándose a Manuel de Sarratea como su primer gobernador. Su territorio nominal abarcaba desde la ciudad de Buenos Aires hasta la Cordillera de los Andes por el oeste, y por el sur, los territorios de la Patagonia oriental y las islas Malvinas. Se excluyeron los territorios asignados a Entre Ríos y Corrientes, creadas en 1814, y de Santa Fe, de 1815.
Pero el territorio bajo control efectivo era muy limitado: desde la ciudad de Buenos Aires hasta unos 60 km a la redonda. Los amerindios se resistían tenazmente a la penetración del hombre blanco en las tierras que habitaban. La introducción al continente americano del caballo durante la primera fundación de la ciudad y la habilidad de los aborígenes para domesticar a los que se habían vuelto cimarrones, les permitió lanzar violentos ataques llamados «malones». Sucesivos gobiernos bonaerenses intentarían, por un lado, frenar los malones, y por otro, controlar territorios mediante diversas operaciones: la construcción de fortines defensivos, la realización de expediciones punitivas, la Zanja de Alsina, etc. En 1823 la primera ciudad que había sido fundada en la época patria, Dolores, un malón la destruyó por completo, lo cual aumentó la preocupación de los pobladores respecto de los grupos aborígenes y la frontera con sus territorios.
El gobernador Martín Rodríguez dictó la ley de supresión de los cabildos de origen hispánico y creó la justicia de paz el 22 de enero de 1822. Fueron nombrados veintiocho jueces de paz de campaña, uno para cada partido. Durante su gobierno, los estancieros se expandieron hacia el sur, hasta el río Quequén Grande, apoyados por algunas expediciones militares.
Lo sucedió Juan Gregorio de Las Heras, que reunió el Congreso General de 1824, por el cual se pretendió unificar el país. En 1826, el Congreso nombró presidente de las Provincias Unidas del Río de la Plata a Bernardino Rivadavia, de tendencia centralista, que presentó al Congreso un proyecto de ley mediante el cual la ciudad de Buenos Aires y gran parte de la campaña circundante se proclamaba capital del Estado y se dividía el resto de la provincia en dos. El proyecto fue sancionado ese mismo año a pesar de las fuertes resistencias que generó en el federalismo porteño. El gobernador de la provincia, Las Heras, cesó en su cargo por decreto del Poder Ejecutivo. La Junta de Representantes fue disuelta, y se nacionalizaron el ejército de la provincia, las tierras públicas, la aduana y todas las propiedades provinciales.
La guerra del Brasil y la Constitución unitaria de 1826, rechazada en el interior del país, terminaron con la caída de Rivadavia. En su lugar asumió como gobernador Manuel Dorrego, partidario del federalismo, quien fue fusilado por Juan Lavalle. La situación terminó con el régimen presidencial y reanudó la guerra civil entre unitarios y federales.

### Guerras civiles y formación del Estado argentino
En 1829, Juan Manuel de Rosas, tras derrotar a Lavalle, asumió el gobierno de la provincia con "Facultades Extraordinarias", y conservando la delegación de las relaciones exteriores por parte de las demás provincias. Lo sucedieron tres gobernadores entre 1832 y 1835, año en el que fue nuevamente elegido gobernador de Buenos Aires, con el agregado de tener la "Suma del Poder Público" —los tres poderes del estado resumidos en su persona—.
Durante el gobierno de Rosas, Buenos Aires logró la supremacía sobre las demás provincias, sin que por eso se lograra la unificación del país. Después de su caída ante el Ejército Grande de Justo José de Urquiza en la Batalla de Caseros, el 3 de febrero de 1852, se estuvo cerca de este objetivo, con la Constitución de 1853, pero esta fue rechazada por la provincia de Buenos Aires. El reparto de los réditos generados por el puerto y la aduana de la ciudad de Buenos Aires fueron las principales objeciones. La Provincia, luego de la revolución del 11 de septiembre de 1852 se separó de la Confederación Argentina, actuando como un estado independiente, el Estado de Buenos Aires, hasta después de la Batalla de Pavón. Solamente se incorporará a la Argentina en 1862, bajo la presidencia de Bartolomé Mitre.
La constitución provincial promulgada en abril de 1854 establecía los siguientes límites para la provincia:

Su territorio se extiende Norte-Sur desde el Arroyo de El Medio hasta la entrada de la Cordillera en el mar, lindando por una línea al Oeste y Sud-Oeste con las faldas de las Cordilleras, y por el Norte y Este con los ríos Paraná y Plata y con el Atlántico.

El acuerdo entre los mitristas y los políticos del interior del país permitió finalmente la declaración de la ciudad de Buenos Aires como capital del país, pero el acuerdo era demasiado beneficioso para la provincia de Buenos Aires, lo que provocó nuevos enfrentamientos.
La calma llegaría recién en 1880, luego de que el presidente Nicolás Avellaneda derrotara a las tropas del gobernador Carlos Tejedor y lograra así la Federalización de Buenos Aires, ciudad que se convirtió en sede del gobierno federal. Esto obligó a designar una nueva capital, creándose la ciudad de La Plata, obra del gobernador Dardo Rocha. La Plata proclamada el 1 de mayo de 1882 y fundada el 19 de noviembre del mismo año.
Entre 1876 y 1877 se construyó un sistema de fosas y fortificaciones en el centro y sur de la provincia de Buenos Aires, conocida como la Zanja de Alsina; cuya función fue la de entorpecer el paso del ganado que era robado por grupos indígenas.
Luego en 1879, el Ejército Argentino, bajo el mando del general Julio Argentino Roca, lanzó la "Conquista del desierto" para dominar a los indígenas. Esta produjo el sometimiento de las poblaciones mapuches, tehuelches y ranqueles existentes en la zona, con el consecuente ensanche de la provincia hacia el oeste y el sur. Sin embargo, las poblaciones indígenas subsisten hasta hoy y Buenos Aires es la provincia con mayor cantidad de población originaria según el censo de 2010. Las comunidades indígenas dejaron de ser entidades políticas y culturalmente autónomas.
En 1884, se crearon territorios nacionales en La Pampa, Neuquén, Chubut, Santa Cruz y Tierra del Fuego, desconociendo la pretensión de Buenos Aires. El límite oeste de la provincia quedó aproximadamente adonde había llegado la línea de fortines pocos años antes de la Campaña al Desierto. Los avances logrados en esta pasaron casi por completo a formar los Territorios Nacionales. En ese mismo año, los municipios de Belgrano y San José de Flores pasaron a formar parte de la Capital Federal.

### Etapa conservadora
Entre 1890 y 1930 surgieron nuevas fuerzas políticas, principalmente la que acabaría siendo la actual Unión Cívica Radical que, bajo el liderazgo de Leandro N. Alem, se enfrentó a las estructuras de poder heredadas del roquismo. La industria provincial tuvo un gran impulso con el florecimiento del ferrocarril. En 1886 se promulgó a Ley orgánica de las municipalidades, que fortaleció a los municipios y aumentó su autonomía administrativa. Luego de la finalización de la Campaña del Desierto se crearon muchos nuevos partidos en las tierras ganadas al indio.

### Hasta la actualidad
A principios de la década de 1930 comenzó una etapa de la historia nacional conocida como la Década Infame. Hubo períodos de crisis en los que tuvieron lugar la devaluación del peso y cesantías masivas, pero uno de los factores que más afectó a la economía provincial fue el Pacto Roca-Runciman que colocó a la industria de la carne y sus derivados bajo un fuerte control inglés, en diversas facetas como los precios o el transporte.
Durante los gobiernos de la Revolución del 43 y los mandatos de Juan Domingo Perón tuvo lugar un fuerte proceso de migración interna, en el cual gran parte de la población rural se movió a las ciudades. Esto se notó especialmente en la ciudad de Buenos Aires, que aumentó su población tanto dentro de sus límites administrativos como en los partidos de la provincia lindantes con la misma, lo cual llevó a la conformación de la megaciudad conocida como Gran Buenos Aires. Carlos Aloé fue elegido para ese cargo en las elecciones de 1951, asumiendo el 4 de junio de 1952. En el sistema eléctrico de la zona Norte, inauguró la ampliación de la Central Regional de Chivilcoy, inauguró la línea de Alta Tensión Luján-Morón, importante obra que había estado paralizada tres años. El sistema eléctrico de la zona Oeste, constituido por una central con tres grupos electrógenos, fue inaugurado en agosto de 1954 en Pehuajó.
En el de la zona Sudeste, abastecido por la gran central regional de Necochea, la gestión procedió a terminar el edificio de la misma y al montaje de sus instalaciones. En el del Sur, principalmente mejoró la red de distribución de la ciudad de Bahía Blanca, y en el del Este, Chascomús-Dolores, también se programaron y se pusieron en ejecución el tendido de 900 km de líneas de Alta Tensión, entre ellas la de Mar del Plata-Necochea. El incremento de la potencia instalada de 118 000 kW a 190 000 permitió ampliar la producción de energía. En esas épocas aumentó también la industrialización, en detrimento del campo. Se tendió el gasoducto Comodoro Rivadavia-Buenos Aires, se pavimentaron varias ciudades del interior, se amplió la red vial y se trazaron las rutas 2 y 3 y se fortaleció la infraestructura educativa.
La etapa entre 1955 y 1983 tuvo a nivel nacional una alta inestabilidad política, en la cual cerca de 25 gobernantes de diversas extracciones ocuparon el poder ejecutivo. Una situación similar tenía lugar en la provincia, que en dicho período tuvo a más de 40 gobernadores.
La Reforma de la Constitución Argentina de 1994 introdujo el sistema de elección directa para los cargos de presidente y vicepresidente nacional, anulando el uso del colegio electoral. Esto aumentó la importancia política de la provincia, que con su alta población respecto del resto del país se volvió determinante en la mayoría de los resultados electorales posteriores. No obstante esta significativa influencia electoral, desde la fundación de La Plata hasta el presente, ninguna persona que haya ostentado el Poder Ejecutivo en Casa de Gobierno de la Provincia de Buenos Aires en La Plata ha llegado a ser presidente de la Nación por medio del voto (situación conocida como la "maldición de Alsina"). Los dos casos que formalmente sí han llegado a ser presidentes de la Nación luego de haber sido formalmente gobernadores de Buenos Aires son Bartolomé Mitre (caso anterior a la fundación de La Plata, gobernación ejercida con capital en Buenos Aires con ambos distritos todavía fusionados) y Eduardo Duhalde (que es posterior a la fundación de La Plata, pero fue designado presidente por la Asamblea Legislativa bicameral del Congreso Nacional).
En las elecciones generales en la provincia de Buenos Aires de 2015, la candidata por el frente Cambiemos, María Eugenia Vidal, se impuso con el 39.49 % de los votos al candidato del Frente Para la Victoria, Aníbal Fernández, quien obtuvo el 35.18 % de los sufragios válidos. De esta manera, Vidal rompió 28 años de hegemonía del Partido Justicialista al mando de la provincia bonaerense y siendo la primera mujer en gobernar la provincia más grande del país (de 152 gobernadores de la intendencia de Buenos Aires, gobernadores y encargados del Poder Ejecutivo de la provincia de Buenos Aires, gobernadores del estado de Buenos Aires y gobernadores de la provincia de Buenos Aires - entre ellos interventores, de facto e interinos-).
En las Elecciones provinciales de Buenos Aires de 2019, el candidato Axel Kicillof del Frente de Todos fue elegido gobernador con el 52.40 % de los votos contra el 38.28 % de la candidata de Juntos por el Cambio, María Eugenia Vidal, quien se convirtió en el primer gobernador o gobernadora de la historia bonaerense desde la recuperación de la democracia que no consiguió la reelección. Así se produjo la vuelta del Partido Justicialista al frente de la gobernación después de su derrota en 2015.

## Denominaciones
La provincia de Buenos Aires comparte el nombre con la lindante ciudad autónoma de Buenos Aires (que fue su capital provincial hasta su federalización en 1880), momento cuando fue totalmente separada de la provincia y pasó a ser "Capital Federal", un municipio especial totalmente dependiente del gobierno nacional argentino. En 1996 la Capital Federal se convierte en una ciudad autónoma, teniendo en la actualidad un rango equivalente al de cualquiera de las 23 provincias. De esta forma, la ciudad autónoma de Buenos Aires es coigual a las provincias y, por tanto, es una de las 24 jurisdicciones de primer orden que componen Argentina.
Por eso, se recurren a diversas denominaciones alternativas para diferenciar apropiadamente a ambas. Dichas costumbres no se aplican solamente a la provincia en su totalidad, sino también al Gran Buenos Aires o, un poco más extenso, el área metropolitana de Buenos Aires; es decir, la extensión urbana que rodea a la ciudad mencionada. El sistema más utilizado es nombrar a la ciudad autónoma como "CABA", "Capital Federal" o "Ciudad de Buenos Aires".
- Área metropolitana de Buenos Aires.

El Gobierno de Argentina ha dado en su página web oficial una definición exacta de lo que es el AMBA y aquellos territorios que lo componen. El Área Metropolitana de Buenos Aires (AMBA) abarca total o parcialmente lo siguiente:
- La ciudad autónoma de Buenos Aires
- 40 partidos-municipios bonaerenses cercanos, cuya población y superficie integran total o parcialmente el área metropolitana:
- Almirante Brown
- Avellaneda
- Berazategui
- Berisso
- Brandsen
- Campana
- Cañuelas
- Ensenada
- Escobar
- Esteban Echeverría
- Exaltación de la Cruz
- Ezeiza
- Florencio Varela
- General Las Heras
- General Rodríguez
- General San Martín
- Hurlingham
- Ituzaingó
- José C. Paz
- La Matanza
- La Plata
- Lanús
- Lomas de Zamora
- Luján
- Malvinas Argentinas
- Marcos Paz
- Merlo
- Moreno
- Morón
- Pilar
- Presidente Perón
- Quilmes
- San Fernando
- San Isidro
- San Miguel
- San Vicente
- Tigre
- Tres de Febrero
- Vicente López
- Zárate

- Partidos del Gran Buenos Aires: los 24 partidos que rodean a la Capital, excluyendo a la Capital. La denominación "Conurbano" fue desestimada por el INDEC. Estos partidos forman tres zonas: norte, oeste y sur. La zona norte se compone de los partidos de General San Martín, Vicente López, San Isidro, San Fernando, Tigre, Malvinas Argentinas, José C. Paz y San Miguel. En la zona oeste están los partidos de Tres de Febrero, Hurlingham, Morón, Ituzaingó, Moreno, Merlo y La Matanza. La zona sur incluye a los municipios de Avellaneda, Lanús, Quilmes, Berazategui, Florencio Varela, Almirante Brown, Lomas de Zamora, Esteban Echeverría y Ezeiza.
- Gran Buenos Aires: la suma de los partidos del Gran Buenos Aires y la ciudad de Buenos Aires
- Aglomerado Gran Buenos Aires: el Gran Buenos Aires, junto con las áreas de los demás partidos aledaños que mantengan continuidad urbana, aunque el partido no esté urbanizado en su totalidad. El AGBA tiene 34 partidos: los partidos del Gran Buenos Aires más los partidos de Escobar, Pilar (zona norte), General Rodríguez, Marcos Paz (zona oeste), Cañuelas, Presidente Perón, San Vicente, La Plata, Ensenada y Berisso (zona sur).

## Límites

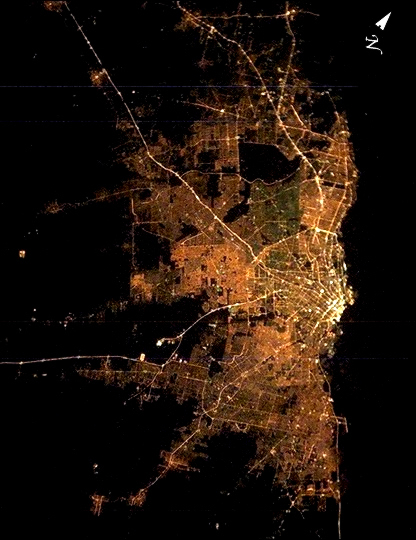
Vista satelital del Gran Buenos Aires

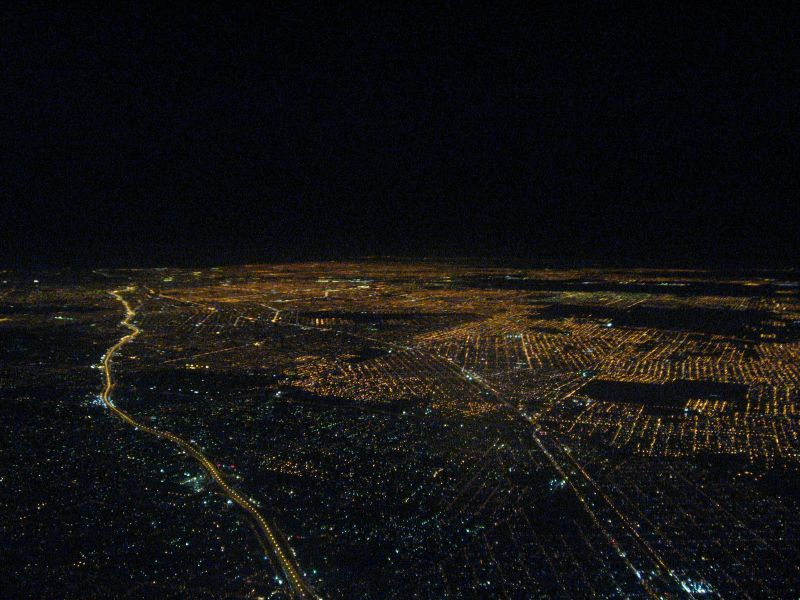
Vista aérea del Gran Buenos Aires

Con la provincia de Santa Fe, el único límite natural está dado por la vaguada del curso de agua llamado arroyo del Medio. Poco antes de llegar a las nacientes del mencionado arroyo del Medio el límite pasa a ser geodésico, determinado por una diagonal que corre desde los 33°41′45″S 60°59′50″O / -33.69583, -60.99722 hasta 34°23′S 61°41′O / -34.383, -61.683 y luego el límite corre por el paralelo 34°23′ S.
Con la provincia de Córdoba, los límites están dados por el paralelo 34°23′ S hasta 34°23′S 63°23′O / -34.383, -63.383, luego por el meridiano 63°23′ O.
El límite con la provincia de La Pampa es en su totalidad el meridiano 63°23′ O, llamado meridiano 5.º de Buenos Aires.
En cuanto a la provincia de Río Negro, el límite es el meridiano 63°23′ O entre los ríos Colorado y el río Negro, y por la vaguada de este río, desde el citado meridiano hasta su desembocadura en el mar Argentino.
Casi la totalidad de la frontera oriental de la provincia de Buenos Aires es el sector del océano Atlántico llamado mar Argentino, sobre el cual tiene aproximadamente 1220 km de costas.
Los límites nororientales con Uruguay en el Río de la Plata están determinados por una poligonal geodésica que aproximadamente se corresponde con la zona más profunda del río en su tercio superior, el tercio medio corre próximo a la costa argentina, y en el inferior discurre por la línea media del curso, por lo que en la desembocadura del río en el mar el límite pasa por el punto equidistante entre el cabo San Antonio (en Buenos Aires) y Punta del Este (en Uruguay). Una singularidad es la isla Martín García, que legalmente pertenece al partido de La Plata, se ubica como un exclave por estar rodeada de aguas de jurisdicción uruguaya.
Por último, con la provincia de Entre Ríos, el límite está señalado por la vaguada o talweg del río Paraná, en el sector del delta inferior se usa como límite el brazo más ancho de este río llamado Paraná Guazú hasta su confluencia con el Río de la Plata.
Con la Ciudad Autónoma de Buenos Aires, la mayor parte de los límites son artificiales, determinados por una línea poligonal sobre la que se estableció —en su totalidad del lado porteño— la traza de la Avenida General Paz. Únicamente el límite sur de la ciudad es natural, determinado dado por la vaguada del Riachuelo, pero todavía en este curso de agua los límites son casi en su totalidad artificiales ya que durante el siglo XX la mayor parte del Riachuelo fue rectificada.

## División territorial y administrativa

División política de la provincia de Buenos Aires y su capital La Plata (punto rojo)

A partir de una ley sancionada el 24 de octubre de 1864 por el Congreso de la provincia sobre la nueva división de los partidos de campaña al interior del Río Salado, fueron fijados los límites de 37 partidos de la zona creándose 8 más. El 24 de febrero de 1865, un decreto reglamentó la ley de división especificando los límites de cada partido en relación con las propiedades existentes que establecieron los distintos deslindes. De esta manera fueron superadas las difusas jurisdicciones que tenía el territorio de la actual área metropolitana y de buena parte del territorio provincial. En este decreto no se tomaron como límites los accidentes geográficos del terreno sino las fincas que, con el nombre y apellido de sus propietarios, definieron la zona administrativa de cada distrito. Esta innovación constituyó el origen de los partidos actuales, ya que modificó la concepción colonial del deslinde y organización administrativa del territorio. Dicha división se estructuraba no solo estableciendo los nuevos límites, sino que también consideraba la preexistencia de algunos núcleos poblados de cierta importancia, que se constituyeron como pueblos cabecera de cada distrito. No obstante, y como consecuencia de la misma ley, fue necesaria la creación de ciudades cabecera para aquellos partidos que, recientemente creados, carecían de ella.
A diferencia de las demás provincias del país, en la de Buenos Aires las divisiones territoriales se llaman partidos en lugar de departamentos. Estos también se constituyen en la división municipal de la provincia. Los partidos-municipios cubren todo el territorio provincial, donde se utiliza el sistema de ejidos colindantes. A diciembre de 2009 existían 135 partidos. El último partido declarado por ley es el partido de Lezama (22/12/2009).
La constitución provincial no reconoce la autonomía municipal que fue reconocida para todo el país en la reforma de la Constitución Nacional de 1994.
Cada partido corresponde a un municipio y está gobernado por un intendente electo por sufragio popular. El proceso de creación de un partido es mucho más dinámico que en las demás provincias, existiendo en 2000 un total de 6 partidos más que en 1990. La mayoría de los partidos más nuevos se crearon en el Gran Buenos Aires. Para ver un listado completo de ellos, véase: Anexo:Partidos de la provincia de Buenos Aires. Para más información sobre la organización municipal de la provincia, véase Organización municipal de la provincia de Buenos Aires.
Asimismo, la provincia se divide en:
25 regiones educativas,
18 judiciales,
12 sanitarias y
8 Secciones electorales.

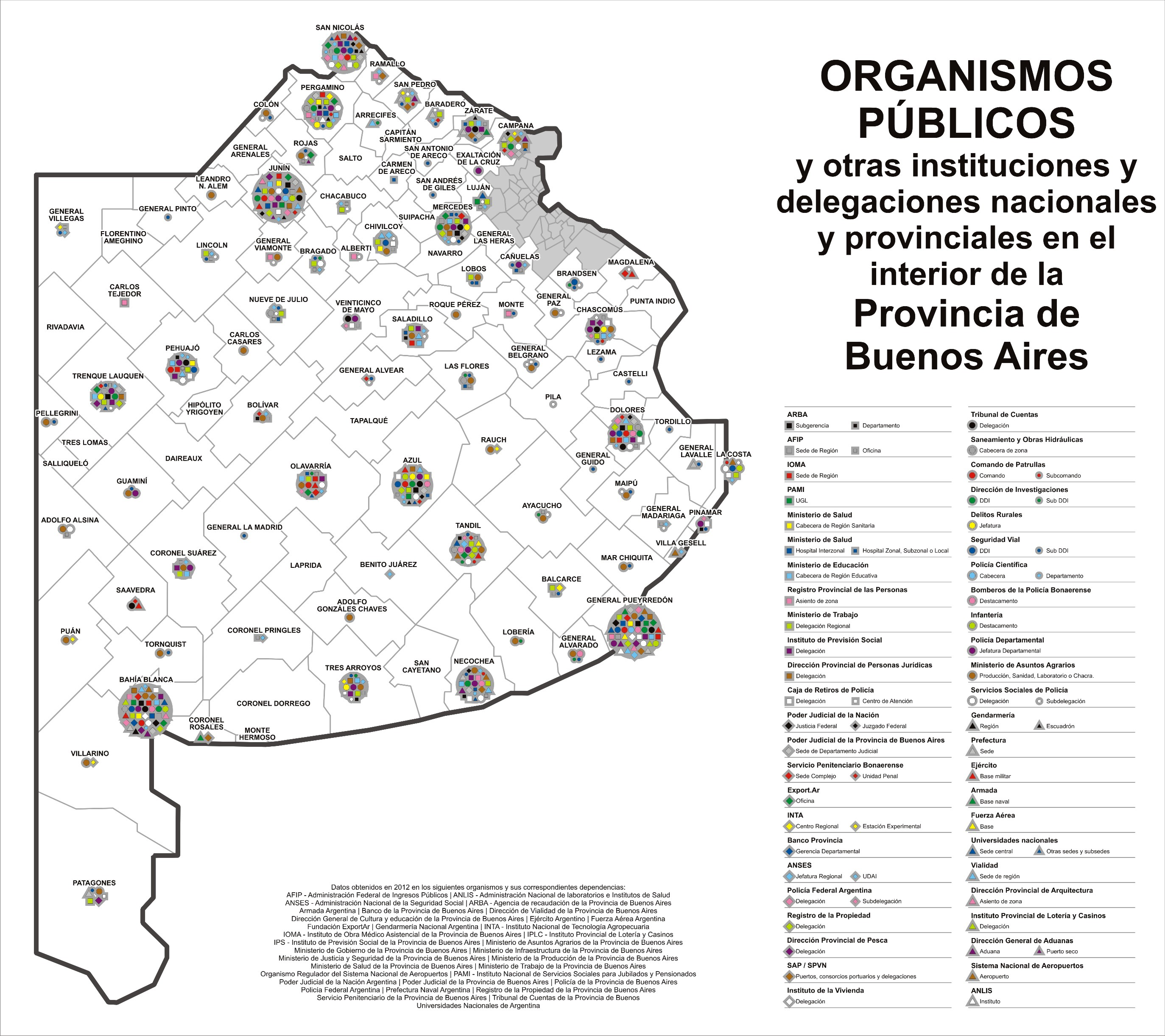
Algunos organismos públicos y otras instituciones nacionales y provinciales en el interior de la provincia de Buenos Aires en 2011.
En el mapa se aprecian los centros de concentración de actividad administrativa que funcionan como cabeceras regionales naturales.
Los tres pilares son Bahía Blanca, Junín y Mar del Plata.
En un segundo orden se encuentran Azul, Dolores, Mercedes, Pergamino y San Nicolás.
En un tercer nivel aparecen Campana, Necochea, Olavarría, Pehuajó, Tandil, Trenque Lauquen y Zárate.

El gobierno bonaerense presentó en marzo de 2011 un plan de regionalización de la provincia de Buenos Aires. En particular, se determinan los siguientes fines específicos:
- Desconcentrar y descentralizar de la Administración Central;
- Fortalecer y ampliar la autonomía municipal;
- Integrar la gestión de la Región Metropolitana;
- Implantar una gestión basada en soluciones tecnológicas;
- Reestructurar la administración, simplificando trámites y procedimientos.

Se conformarían 9 regiones, con no menos de tres (3) y no más de veinticinco (25) partidos cada una y una Región Capital, conformadas por grupos de municipios atendiendo a la compatibilidad de factores socioeconómicos, históricos y culturales de los mismos.
Se conformarían 4 regiones con no más de un millón cuatrocientos mil (1 400 000) habitantes para el interior
y 4 de no más de tres (3) millones para las áreas de coronación de la ciudad autónoma de Buenos Aires. Se situarían los centros regionales del interior a una distancia no menor a doscientos (200) kilómetros de la capital provincial ni de la Ciudad Autónoma de Buenos Aires.

## Gobierno
La provincia de Buenos Aires es, al igual que las demás provincias argentinas, autónoma respecto del gobierno nacional en la mayoría de los temas, exceptuando aquellos de alcance federal. Esto está reconocido por el artículo 121 de la Constitución de la Nación Argentina:

Las provincias conservan todo el poder no delegado por esta Constitución al Gobierno federal, y el que expresamente se hayan reservado por actos especiales al tiempo de su incorporación.

La provincia tiene su propia Constitución provincial. La primera se redactó en 1854 y reformó en 1868. Una nueva Constitución se dictó en 1873, con reformas tratadas en la convención que sesionó entre 1862 y 1889. La Constitución provincial vigente se remonta a 1934, con las reformas de 1994.
Las autoridades del gobierno tienen su sede en la ciudad de La Plata, la cual es la capital provincial.

### Poder ejecutivo

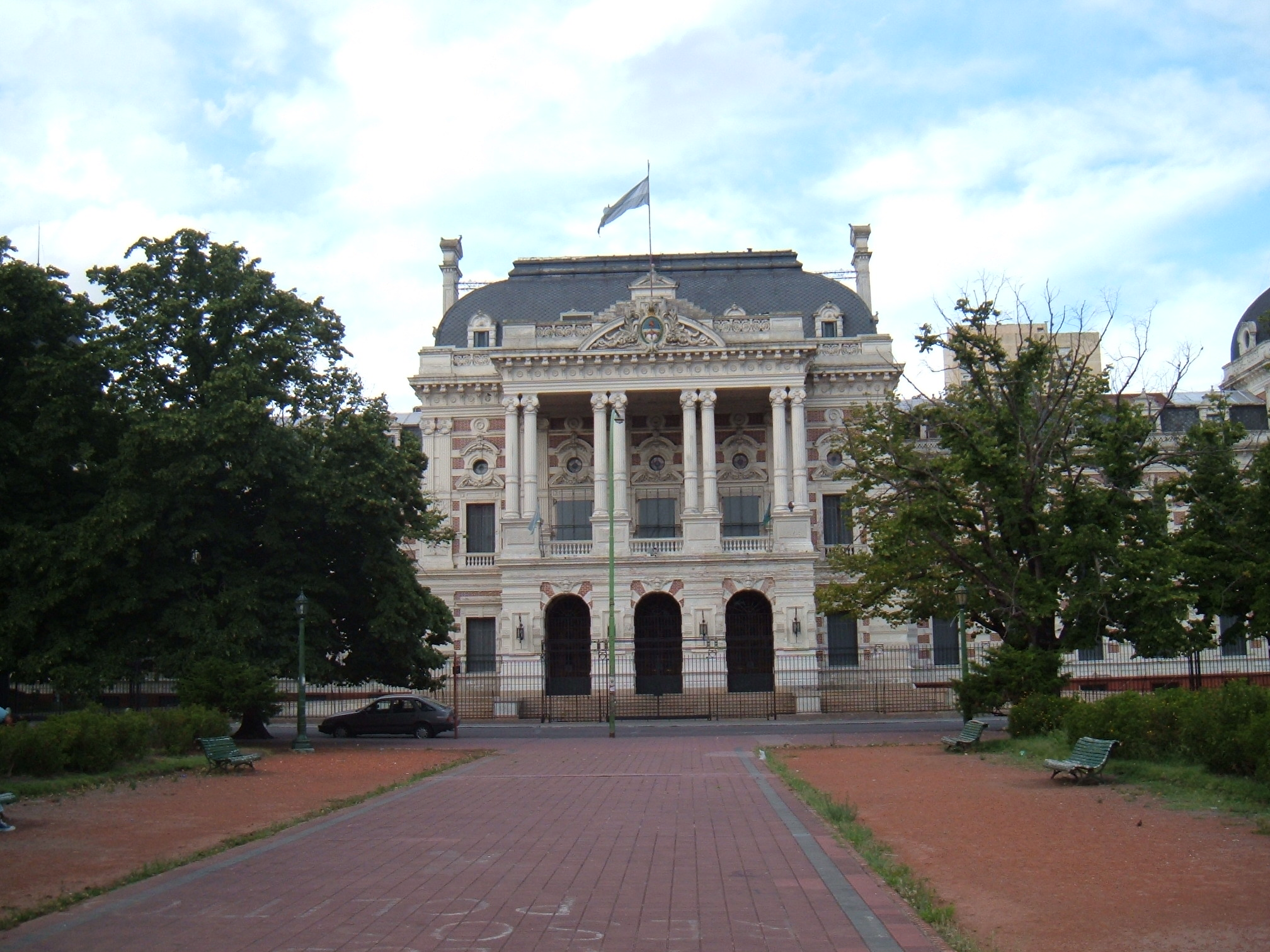
Casa de Gobierno de la Provincia de Buenos Aires

El poder ejecutivo provincial es ejercido por un ciudadano bonaerense que ostenta el cargo de gobernador. De acuerdo al artículo 122 de la constitución provincial, el gobernador y el vicegobernador ejercen mandatos de cuatro años. Según el artículo 123, pueden ser reelectos por períodos consecutivos una única vez.

### Poder legislativo

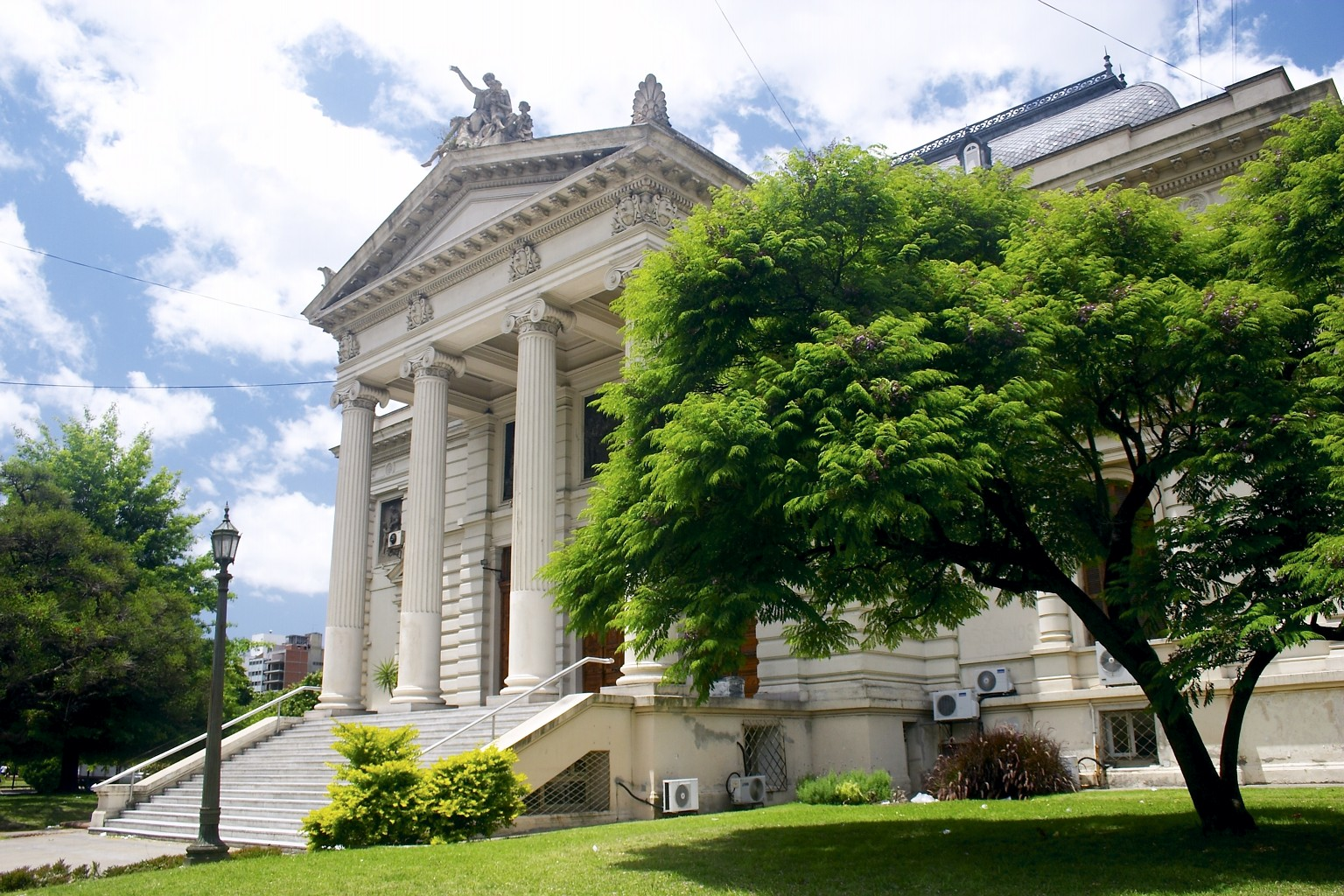
Legislatura de la provincia de Buenos Aires

El poder legislativo provincial tiene un sistema bicameral de representación proporcional de las secciones electorales. Su función es emitir leyes sobre temas locales,
pero las principales leyes comunes (civiles, comerciales, penales, laborales, de seguridad social y de minería) están reservadas al Congreso Nacional.
La Cámara de Senadores de la provincia de Buenos Aires está compuesta por 46 senadores, cuyos cargos tienen una duración de cuatro años. La cámara se renueva por mitades cada dos años. Es presidida por el Vicegobernador de la provincia, quien tiene derecho a voto únicamente en caso de empate. Puede acordar el nombramiento de jueces o altos funcionarios, así como también interpelarlos o juzgarlos políticamente si son acusados por la cámara de diputados.
La Cámara de Diputados de la Provincia de Buenos Aires está compuesta por 92 diputados, cuyos cargos tienen una duración de cuatro años, al igual que la Cámara de Senadores se renueva por mitades cada dos años.

### Poder judicial

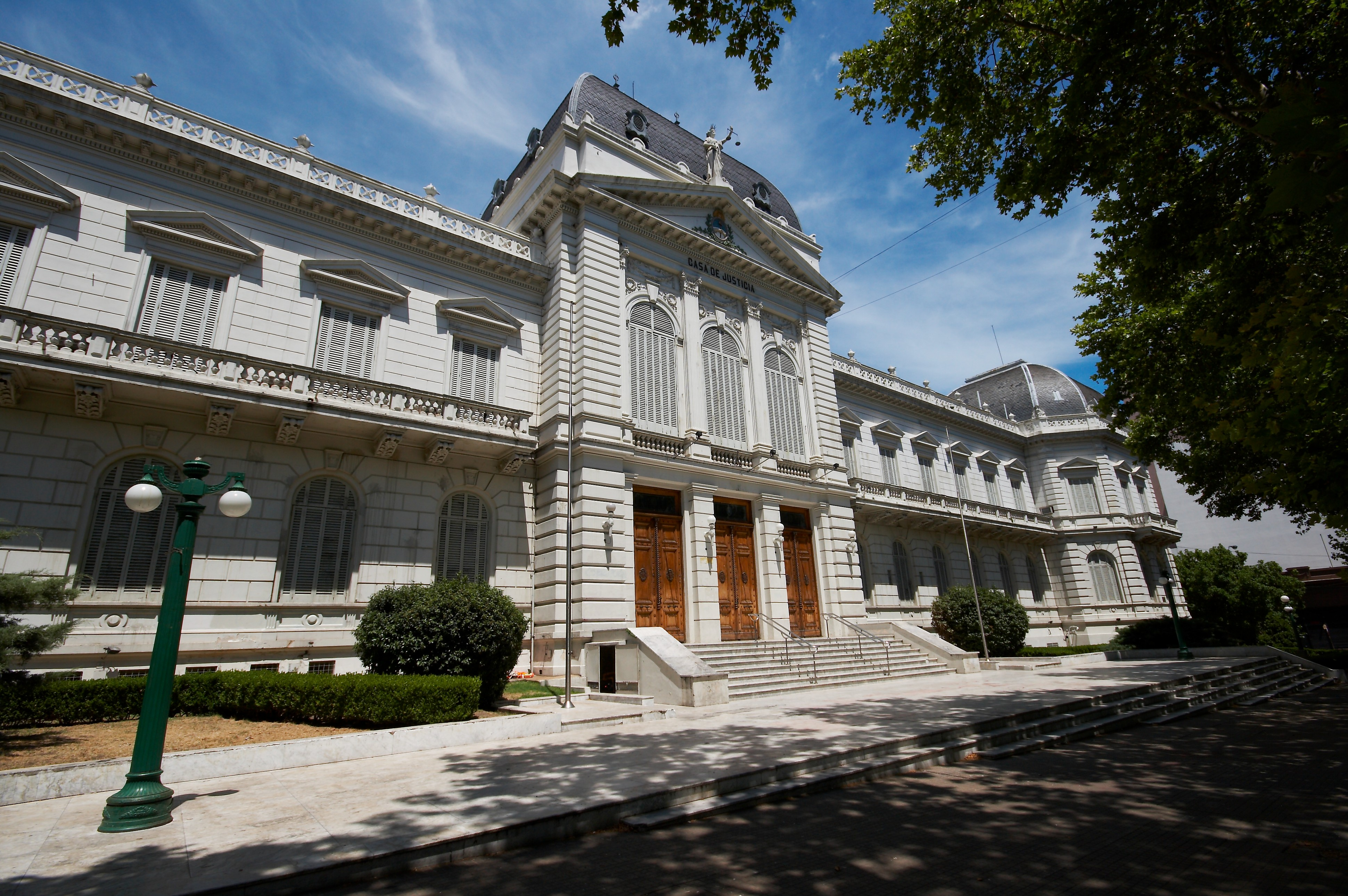
Palacio de Justicia de la provincia de Buenos Aires, sede del poder judicial provincial.

El Poder Judicial de la provincia es desempeñado por la Suprema Corte de Justicia de la provincia de Buenos Aires, la Cámara de Casación Penal, y los jueces y demás tribunales de los 18 departamentos judiciales establecidos por ley, cada uno con sus respectivos Fueros Penal, Civil, Laboral, de Familia y de Menores. La Constitución establece también juzgados de Paz en todos los partidos de la provincia que no sean cabecera de departamento judicial. Estos se encargan de atender faltas provinciales, causas de menor cuantía y vecinales.
La presidencia de la Suprema Corte se rota en forma anual entre los distintos miembros de la misma. Los jueces de la Suprema Corte de Justicia, el procurador y el subprocurador general son nombrados por el poder ejecutivo con acuerdo del Senado, mientras que los demás jueces e integrantes del Ministerio Público son nombrados por el Consejo de la Magistratura, también con acuerdo del Senado. Uno de los departamentos más antiguos es el de Dolores en el cual sus tribunales fue declarado monumento histórico municipal.

#### Seguridad

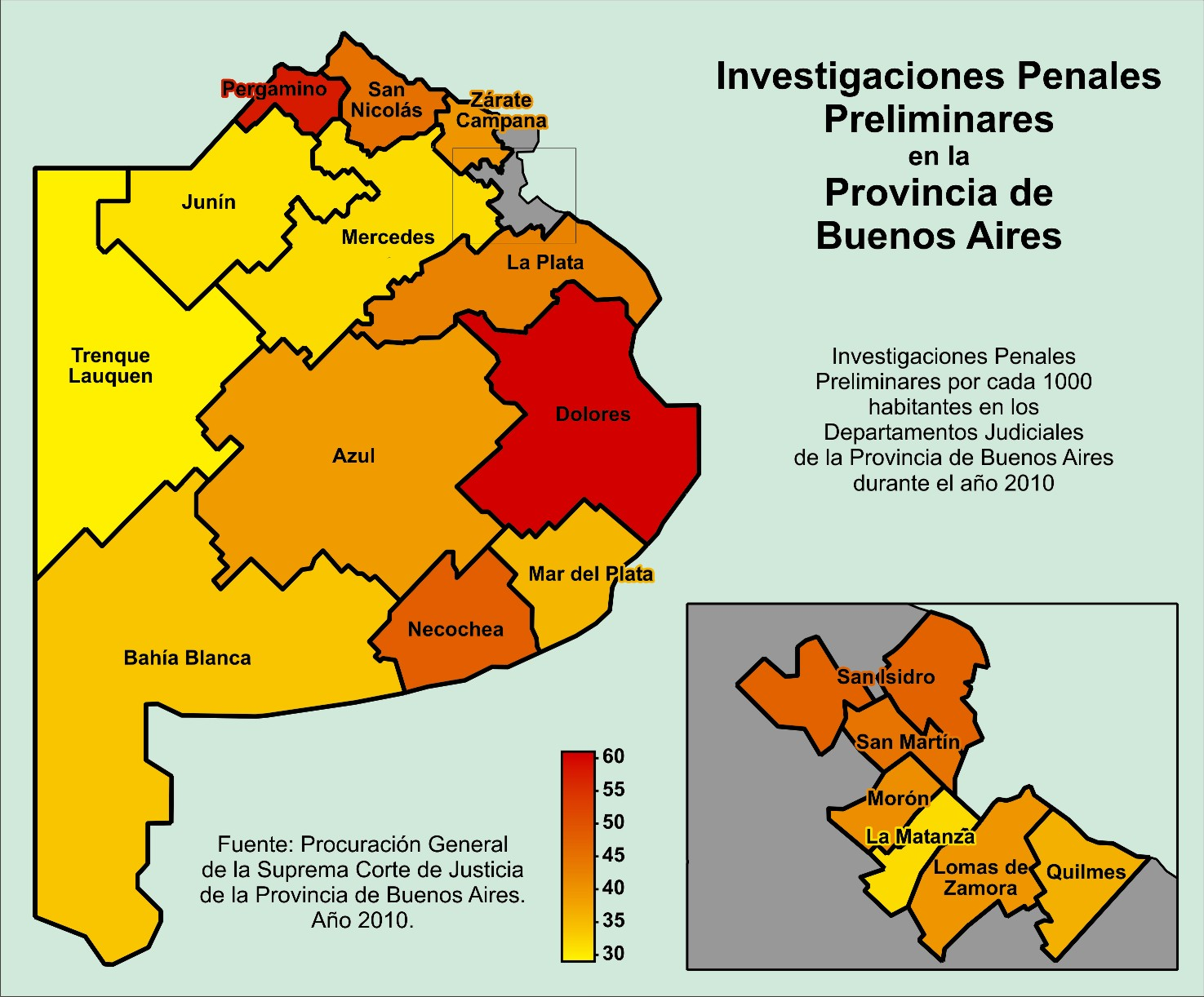
Investigaciones penales preliminares en los departamentos judiciales de la provincia

Según la Procuración General de la Suprema Corte de Justicia, las investigaciones penales preliminares (IPPs) de la siguiente manera entre los departamentos judiciales de la provincia:
| Departamento Judicial | Investigaciones penales | %      | Población  | %      | Investigaciones cada 1000 hab |
| Junín                 | 8.359                   | 1,4 %  | 281 771    | 1,8%   | 30,0                          |
| La Matanza            | 54 109                  | 8,8 %  | 2 037 428  | 11,4%  | 30,5                          |
| Mercedes              | 34 259                  | 5,5 %  | 1 185 822  | 7,1 %  | 31,0                          |
| Bahía Blanca          | 20 791                  | 3,4 %  | 640 101    | 4,0 %  | 33,2                          |
| Mar del Plata         | 25 350                  | 4,1 %  | 751.307    | 4,6 %  | 35,4                          |
| Quilmes               | 47 856                  | 7,7 %  | 1 446 614  | 8,5 %  | 36,1                          |
| Azul                  | 17 032                  | 2,8 %  | 453 583    | 2,8 %  | 39,2                          |
| Zárate - Campana      | 17 920                  | 2,9 %  | 490 960    | 2,9 %  | 40,2                          |
| Lomas de Zamora       | 97.572                  | 15,8 % | 2.549.091  | 15,5 % | 40,3                          |
| Morón                 | 48 963                  | 7,9 %  | 1 253 .964 | 7,6 %  | 41,2                          |
| La Plata              | 49 585                  | 8 %    | 1 238 401  | 7,4 %  | 43,0                          |
| San Martín            | 74 429                  | 12,1 % | 1 689 493  | 10,5 % | 45,6                          |
| San Nicolás           | 14 566                  | 2,4 %  | 329 038    | 2 %    | 46,2                          |
| San Isidro            | 68 297                  | 11,1 % | 1 495 694  | 9 %    | 48,6                          |
| Necochea              | 5.812                   | 0,9 %  | 121 526    | 0,8 %  | 49,5                          |
| Pergamino             | 7.838                   | 1,3 %  | 133 899    | 0,8 %  | 60,4                          |
| Dolores               | 17.902                  | 2,9 %  | 302 466    | 1,8 %  | 63,2                          |
| Total                 | 617 502                 | 100 %  | 16 651 340 | 100 %  | 39,6                          |

## Demografía

### Etnicidad
La Provincia de Buenos Aires, la más poblada de Argentina, presenta una composición étnica diversa resultado de sucesivas oleadas migratorias, procesos de mestizaje, y dinámicas sociales propias de su historia como centro económico y político del país.

#### Población de origen europeo
La mayoría de los habitantes de la provincia descienden de inmigrantes europeos, principalmente españoles e italianos, que llegaron entre finales del siglo XIX y principios del XX. Este grupo constituye el núcleo principal de la población, y su influencia es notable tanto en el idioma, como en la cultura, la arquitectura y las costumbres. También hubo grandes cantidades de migrantes de origen alemán, francés, británico, irlandés, ruso, polaco, y de otros países de Europa central y del este.
| Ascendencia | Número poblacional | Características destacadas                                                                    |
| ----------- | ------------------ | --------------------------------------------------------------------------------------------- |
| Italianos   | 6.000.000          | Principalmente del norte y sur de Italia                                                      |
| Españoles   | 5.000.000          | Mayoría gallega, vasca y asturiana                                                            |
| Alemanes    | 500.000            | Incluye alemanes del volga y suabos del danubio                                               |
| Franceses   | 340.000            | Del sudoeste de Francia                                                                       |
| Polacos     | 200.000            | Provenientes del anterior (imperio austrohúngaro)                                             |
| Británicos  | 100.000            | En su mayoría de Inglaterra, Gales, Escocia e Irlanda del Norte                               |
| Irlandeses  | 52.000             | De regiones como Westmeath, Longford, Offaly y Wexford                                        |
| Suizos      | 30.000             | Principalmente de la Suiza alemana, la Romandía (Suiza francesa) y el Tesino (Suiza italiana) |
| Daneses     | 18.000             | Provenientes del reino de Dinamarca                                                           |

#### Población criolla y mestiza
Una parte significativa de la población es de origen criollo, es decir, descendientes de colonos europeos establecidos desde la época colonial, muchos de los cuales tienen algún grado de mestizaje con poblaciones indígenas. Este componente es especialmente visible en zonas rurales y en el interior de la provincia, donde la herencia cultural gaucha y campesina se mantiene viva.

#### Comunidades indígenas
Aunque la presencia indígena en la Provincia de Buenos Aires fue severamente reducida durante el siglo XIX a raíz de campañas militares como la conquista del desierto, actualmente existen comunidades que han reivindicado su identidad y han sido reconocidas oficialmente. Entre los pueblos originarios con presencia en la provincia se encuentran los mapuches, qom (tobas), guaraníes, y diaguitas, que en muchos casos llegaron desde otras regiones del país en procesos migratorios internos. Según datos del censo nacional de 2010, más de 100.000 personas en la provincia se reconocen como pertenecientes o descendientes de pueblos indígenas.

#### Afrodescendientes
La población afrodescendiente, aunque históricamente significativa en la región del Río de la Plata, fue invisibilizada a lo largo de los siglos XIX y XX. Sin embargo, recientes estudios demográficos y antropológicos han puesto en evidencia la continuidad de esta herencia. El censo nacional de 2010 registró más de 150 000 personas que se reconocen como afrodescendientes en todo el país, con una proporción considerable en la Provincia de Buenos Aires, especialmente en el conurbano bonaerense.

#### Migración interna y latinoamericana
Desde mediados del siglo XX, la provincia ha recibido una notable cantidad de migrantes provenientes de otras provincias argentinas, particularmente del norte del país, así como de países limítrofes como Paraguay, Bolivia, Perú y Uruguay. Estos grupos han enriquecido el panorama étnico y cultural, aportando elementos lingüísticos, culinarios, religiosos y sociales.

## Población
| 1778 | 33 522 -43.165 |
| 1821 | 200 000        |
| 1847 | 320 000        |
| 1853 | 500 000        |
| 1869 | 495 107        |
| 1895 | 921 168        |
| 1914 | 2 066 948      |
| 1947 | 4 273 874      |
| 1960 | 6 766 108      |
| 1970 | 8 774 529      |
| 1980 | 10 865 408     |
| 1991 | 12 594 974     |
| 2001 | 13 827 203     |
| 2010 | 15 625 084     |
| 2022 | 17 569 053     |

Pirámide de población de Buenos Aires, según el Censo de 2022.

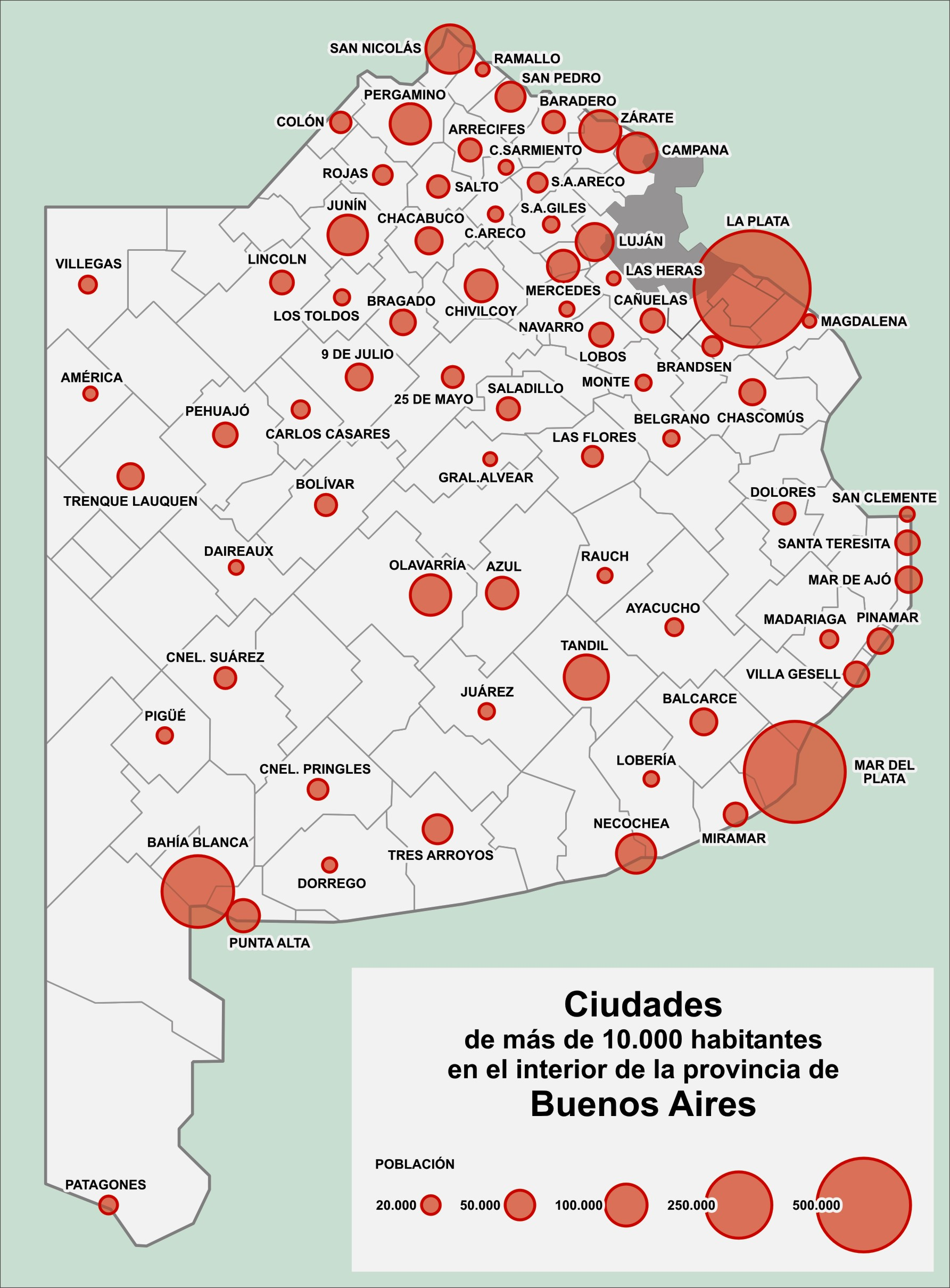
Ciudades de más de 10 000 habitantes en el interior de la provincia

Densidad de población (Censo 2010).

La población de la Provincia de Buenos Aires de acuerdo al censo argentino de 2022 ascendía a 17 584 647 habitantes. De ese número total, 13 191 238 habitantes viven en los 40 partidos-municipios que son parte del A.M.B.A (área metropolitana de Buenos Aires), es decir: los municipios que rodean y están más cerca de la vecina ciudad autónoma de Buenos Aires. A su vez, 4 217 668 habitantes viven en el interior provincial, es decir en los 95 partidos-municipios bonaerenses restantes. 
Alrededor del 96,4 % de la población de la provincia reside en áreas urbanas. El resto vive en localidades de menos de 2000 habitantes, las cuales se consideran población rural. El Noroeste, Norte y Centro Sur muestran indicios muy bajos de crecimiento poblacional o crecimiento negativo, en tanto el área metropolitana de Buenos Aires y la costa atlántica presentan tasas de gran crecimiento poblacional.
Un 27,71 % (4 824 259) de los habitantes de la provincia no son oriundos de la misma. El 22 % (3 829 606) son migrantes internos argentinos (provenientes de alguno de los otros 23 distritos/jurisdicciones de primer orden que conforman el país), mientras que el 5,71 % (994 653) son inmigrantes extranjeros. Así mismo, en esta provincia, de ese total de 3 829 606 migrantes internos, el 82,5 % (3 159 504) viven en los 40 partidos-municipios metropolitanos del AMBA y el 17,5% (670 102) restante viven en los 95 partidos-municipios del resto de la provincia (el "interior provincial"). También, de los 994 653 de inmigrantes, el 89,88 % (893 939) viven en los municipios metropolitanos y el 10,12 % (100 714) restante viven en los otros 95 partidos-municipios del resto de la provincia o "interior provincial". Vale decir que de la población total de los municipios bonaerenses del AMBA, son migrantes internos el 23,65 % (3 159 504); mientras que el 6,78 % (893 939) de las personas son inmigrantes externos, de otros países. Por otro lado, son migrantes internos el 15,89 % (670 102) de la población total de los municipios del interior bonaerense; mientras que el 2,39 % (100 714) de las personas son inmigrantes de otros países.
| Población entre 0 y 14 años  | 24,2 % |
| Población entre 15 y 64 años | 65 %   |
| Población de 60 años o más   | 15 %   |
| Población de 65 años o más   | 10,8 % |

De acuerdo a las cifras difundidas por el INDEC, la tasa de crecimiento anual medio de la provincia fue del 11,3 % entre 1991-2001, inferior a la tasa nacional de 12,5 ‰ en el mismo periodo.
Según estimaciones del INDEC para 2008, la población de 65 años o más correspondería al 10,8 % del total y la de 60 años o más, al 15,0 % vislumbrándose una estructura poblacional envejecida de la provincia. A su vez la población entre 0 a 14 años, representa el 24,2 % del total.
La tasa global de fecundidad de la provincia en 2008 fue de 2,37 hijos por mujer, similar a la tasa nacional de 2,4 hijos por mujer. Sin embargo, existe una variación entre 2,1 de los partidos del primer cordón del Gran Buenos Aires y 2,52 entre los partidos del segundo y tercer cordón. El análisis de la fecundidad por edad de la madre permite observar que el pico de fecundidad en la provincia se da entre 20 y 24 años, mientras que en el 1.er{{{2}}}.Cordón el máximo de fecundidad se mantiene entre los 30 y 34 años.
De los 15 625 084 habitantes que vivían en la provincia en 2010, 15 190 440 vivían en áreas urbanas, el 97.22 % del total, mientras que en áreas rurales vivían 434 644 habitantes, el 2.78 % del total.
| Gráfica de evolución demográfica de Provincia de Buenos Aires entre 1869 y |
|                                                                            |

### Principales centros urbanos

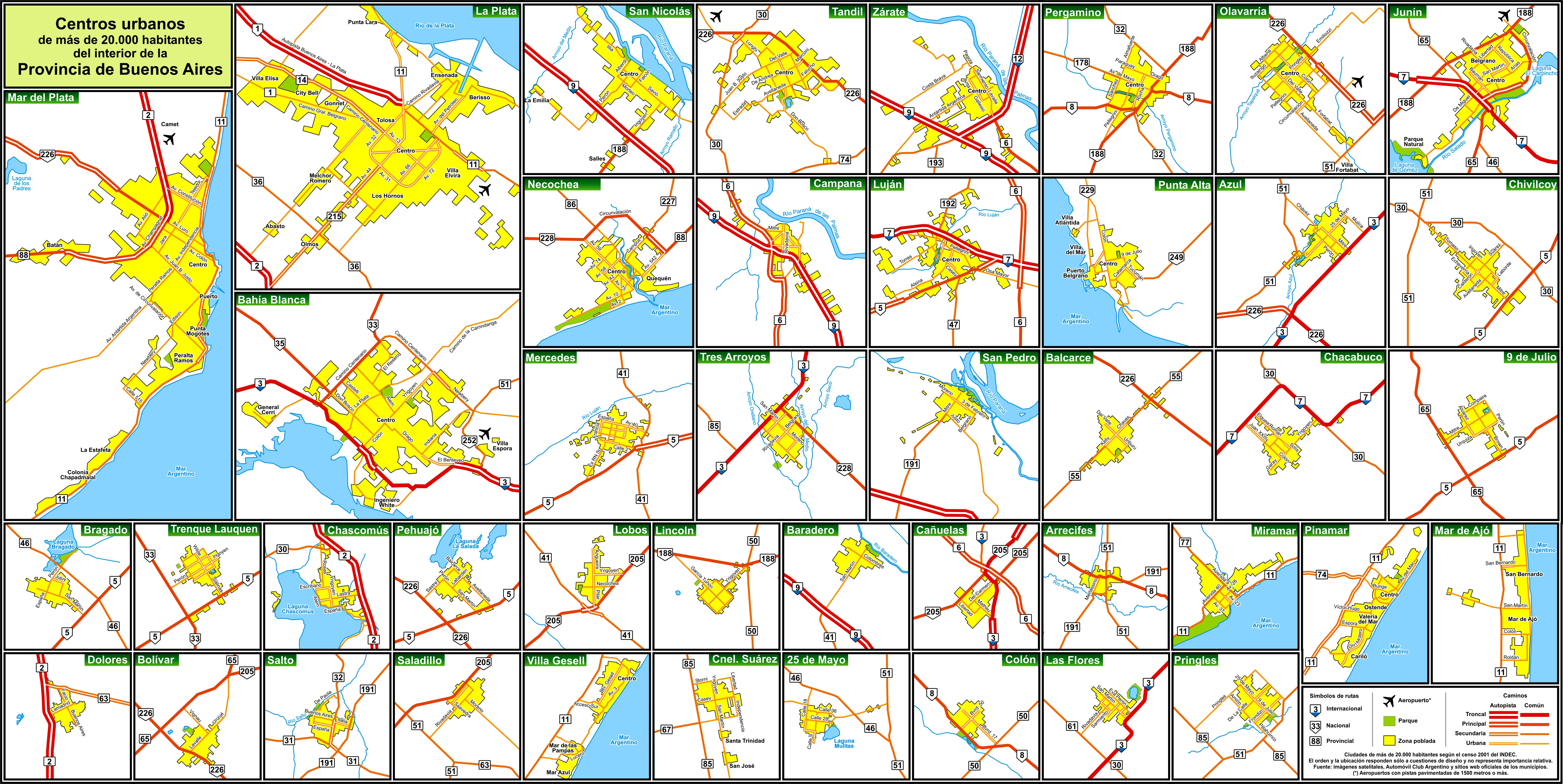
Ciudades de más de 20 000 habitantes de la provincia de Buenos Aires (exceptuando las del conurbano), según el censo de 2001.

De los 15,62 millones de personas que habitan la provincia de Buenos Aires, alrededor de 10 millones viven en el nordeste de la provincia, en el llamado Gran Buenos Aires, el área metropolitana que rodea a la Ciudad Autónoma de Buenos Aires. La capital provincial, la ciudad de La Plata, con 713 947 habitantes es el principal centro político, administrativo y educativo de la provincia.
Otros centros urbanos con más de 50 000 habitantes (exceptuando los del conurbano) son:
- Mar del Plata (Gran Mar del Plata 618 989 hab.), a orillas del mar Argentino, principal centro turístico de verano del país.
- Bahía Blanca (Gran Bahía Blanca: 301 531 hab.), importante puerto naval y principal centro urbano del sur de la provincia.
- Campana - Zárate o Zárate - Campana (185 382 hab.), ubicada en el nordeste provincial, esta importante zona industrial es un centro urbano bicéfalo ya que las ciudades que lo integran, Campana y Zárate, sus sedes municipales distan 11 km una de otra, pero se da una casi total continuidad urbana a lo largo de la ruta 6. Estas ciudades son similares en cuanto a importancia, tamaño y población. Ambas ciudades cuentan con un puerto sobre el río Paraná de las Palmas. Además, son el principal acceso a la mesopotamia argentina a través del complejo Zárate-Brazo Largo que transcurre por ambas jurisdicciones.
- San Nicolás de los Arroyos (133 602 hab.), centro industrial y principal ciudad del norte de la provincia, con puerto fluvial sobre el Paraná. Además, posee importancia religiosa.
- Tandil (123 520 hab.), centro agrícola-ganadero, industrial, turístico y de producción de Software ubicado en el sudeste de la provincia, sobre la cadena serrana del Sistema de Tandilia.
- Pergamino (91 399 hab.) Importante centro agroindustrial, semillero y textil del norte de la provincia.
- Olavarría (89 721 hab.), importante polo minero, industrial y agroganadero del centro de la provincia.
- Junín (87 509 hab.), principal centro administrativo, turístico, educativo, de salud, industrial y comercial del noroeste de la provincia,[59] junto a la Laguna de Gómez.
- Necochea (Necochea-Quequén: 86 914 hab.), importante centro turístico de verano con playas sobre el Mar Argentino.
- Luján (76 465), centro de turismo religioso basado en la Basílica de Nuestra Señora de Luján.
- Mercedes (59 870), importante nodo ferroviario y administrativo.
- Punta Alta (58 315), con actividades en torno al Puerto Belgrano, principal base naval del país.
- Chivilcoy (58 152), localizada en el centro-norte de la provincia, con importante actividad agroindustrial.
- Azul (55 728), ciudad con importante actividad agropecuaria y administrativa ubicada en el centro de la provincia.

#### Asentamientos informales
Según un informe difundido por la ONG Techo en 2013, en el Gran Buenos Aires se concentran 624 villas, en las que viven un total de 1,2 millones de personas, siendo el partido de La Matanza el más poblado, con 89 asentamientos informales. Mar del Plata es la ciudad bonaerense fuera del Conurbano que lidera el número de asentamientos informales, con 32 villas y 11 000 familias. En toda la provincia, hay 1046 villas y 327 600 familias.
En el primer semestre de 2013, según la definición un conjunto de un mínimo de ocho familias agrupadas o contiguas, en donde más de la mitad de la población no cuenta con título de propiedad del suelo, ni cuenta con acceso regular a al menos dos de los servicios básicos: red de agua corriente, red de energía eléctrica con medidor domiciliario o red cloacal. Este número resulta de las respuestas de los referentes de cada asentamiento informal a la pregunta “¿Cuántas familias viven aproximadamente en el barrio actualmente?”. Si bien el referente seleccionado en cada caso conoce su barrio en profundidad no puede dejarse de lado el elemento de subjetividad en la respuesta teniendo en cuenta que la unidad de análisis utilizada es el barrio y no el hogar (como es el caso de un censo). Cabe destacar la gran disparidad en el número de familias que vive en cada uno de ellos. En algunos, como por ejemplo el barrio La Paz de La Matanza, habitan ocho familias. En otros, en cambio, el número se eleva a 6000 familias (Villa Itatí, en Quilmes). La mediana de familias en asentamientos informales en la provincia de Buenos Aires es de 147. Considerando la población total de la provincia de Buenos Aires (INDEC, 2010) y suponiendo un crecimiento anual promedio semejante al ocurrido entre 2001 y 2010,
Para 2010 el 70,41 por ciento de la población residía en centros urbanos de más de 1 millón de habitantes, comparado al 69,6 por ciento del censo 2001. El 9,1 en ciudades de entre 500 001-1 000 000 habitantes, en tanto menos del 3 por ciento de la población residía en ciudades de entre 2000 y 10 000 habitantes en tanto entre 2001-2010 la población rural perdió 68.803 habitantes, alcanzándose una tasa de urbanización del 97,2 %.

### Salud
En 2008, los nacimientos llegaron a 280 318, registrándose una tasa bruta de natalidad del 18,6 ‰. Las defunciones fueron 123 300, con una tasa bruta de mortalidad del 8,2 ‰. Como resultado se vislumbra un crecimiento vegetativo de 10,4 ‰ (1,04 %). Las principales causas de mortalidad en 2007 fueron: enfermedades del corazón, tumores, enfermedades infecciosas, patologías cerebrovasculares. La expectativa de vida aumentó de 72,09 años en 1991 a 74,10 en el trienio 2002-2004.
La mortalidad infantil fue 10,9 ‰ en 2013 siendo el bajo peso al nacer el factor preponderante. En general, en todos los índices socio-sanitarios existen diferencias entre los partidos del primer cordón del Gran Buenos Aires (que limitan con la ciudad autónoma de Buenos Aires) que poseen indicadores más desarrollados que los que presentan los partidos del segundo y tercer cordón.
La mortalidad materna muestra en el año 2008 cifras similares respecto al año anterior, con 90 casos y una tasa de 3.2 o/ooo.

## Economía

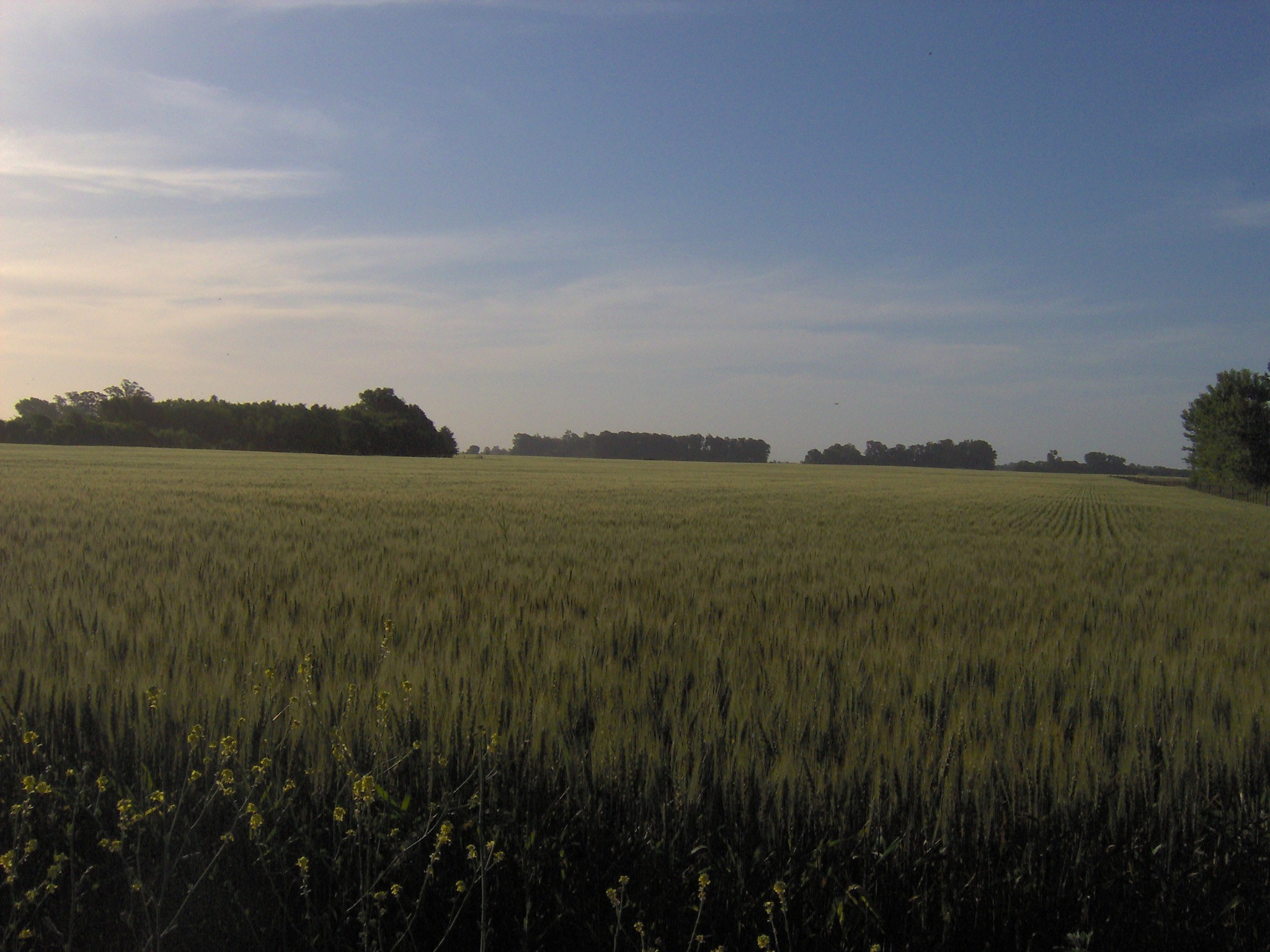
Sembrado de cebada en la provincia de Buenos Aires

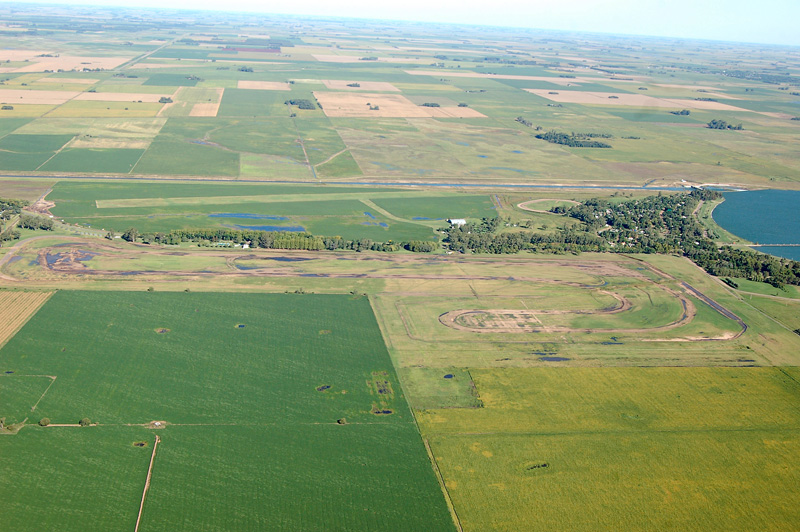
La región pampeana es una de las zonas más fértiles de la Tierra

Los campos son utilizados para la agricultura y la ganadería. Sus producciones más importantes por el lado de la agricultura son el trigo, el maíz, el girasol y la soja, mientras que la ganadería se especializa en los bovinos. Tradicionalmente, la ganadería ocupaba mucho más espacio que la agricultura en la provincia; sin embargo, esta situación se ha equilibrado desde la década de 1990, con la extensión de nuevos cultivos, especialmente la soja, y de nuevas técnicas agrícolas como la "siembra directa". Fuera de los cultivos de granos, también se cultivan frutales, papa y hortalizas; estas últimas se concentran en la zona más cercana a la ciudad de Buenos Aires. En Médanos, a 39° de latitud sur y a 40 km de Bahía Blanca, se producen vinos de alta calidad; este territorio está ubicado al este de las regiones vitivinícolas tradicionales y produce malbec, cabernet sauvignon, tannat, chardonnay y sauvignon blanc.
Con el desarrollo industrial suscitado tras la crisis de 1930, la provincia fue la receptora mayoritaria de los nuevos establecimientos industriales. A partir de 1960, Avellaneda, La Matanza, La Plata y sus alrededores, Mar del Plata, Bahía Blanca (donde está el mayor polo petroquímico del país), San Nicolás y Zárate - Campana (ambas áreas básicamente con siderurgia) se industrializaron aceleradamente. En Mar del Plata y Necochea se desarrolla una importante flota e industria pesquera.
La provincia tiene el mayor número de establecimientos industriales del país.
El PBI de la provincia es de 570.564 millones de dólares algo así como el 67.5 % del PBI de Argentina. El crecimiento es del 12.3% encima de la media de Argentina.
Otra importante fuente de ingresos es el turismo, al disponer de numerosos partidos junto a la costa con grandes zonas de playas, siendo Mar del Plata la ciudad turística más importante. La actividad turística aumentó luego de la crisis económica de 2001, ya que para las clases media y alta era menos viable veranear en el exterior del país por el aumento del valor del dólar.

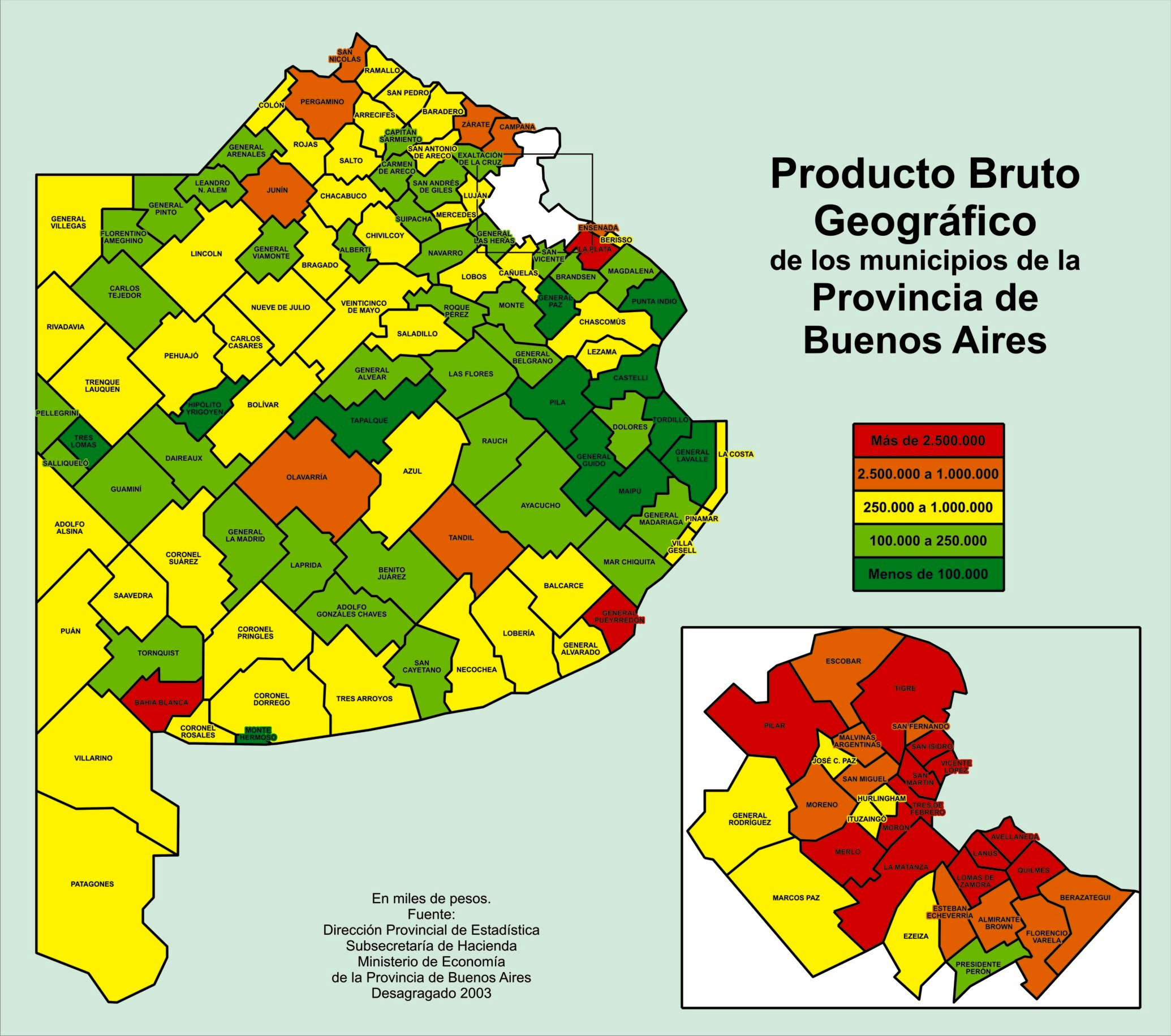
Producto Bruto Geográfico.
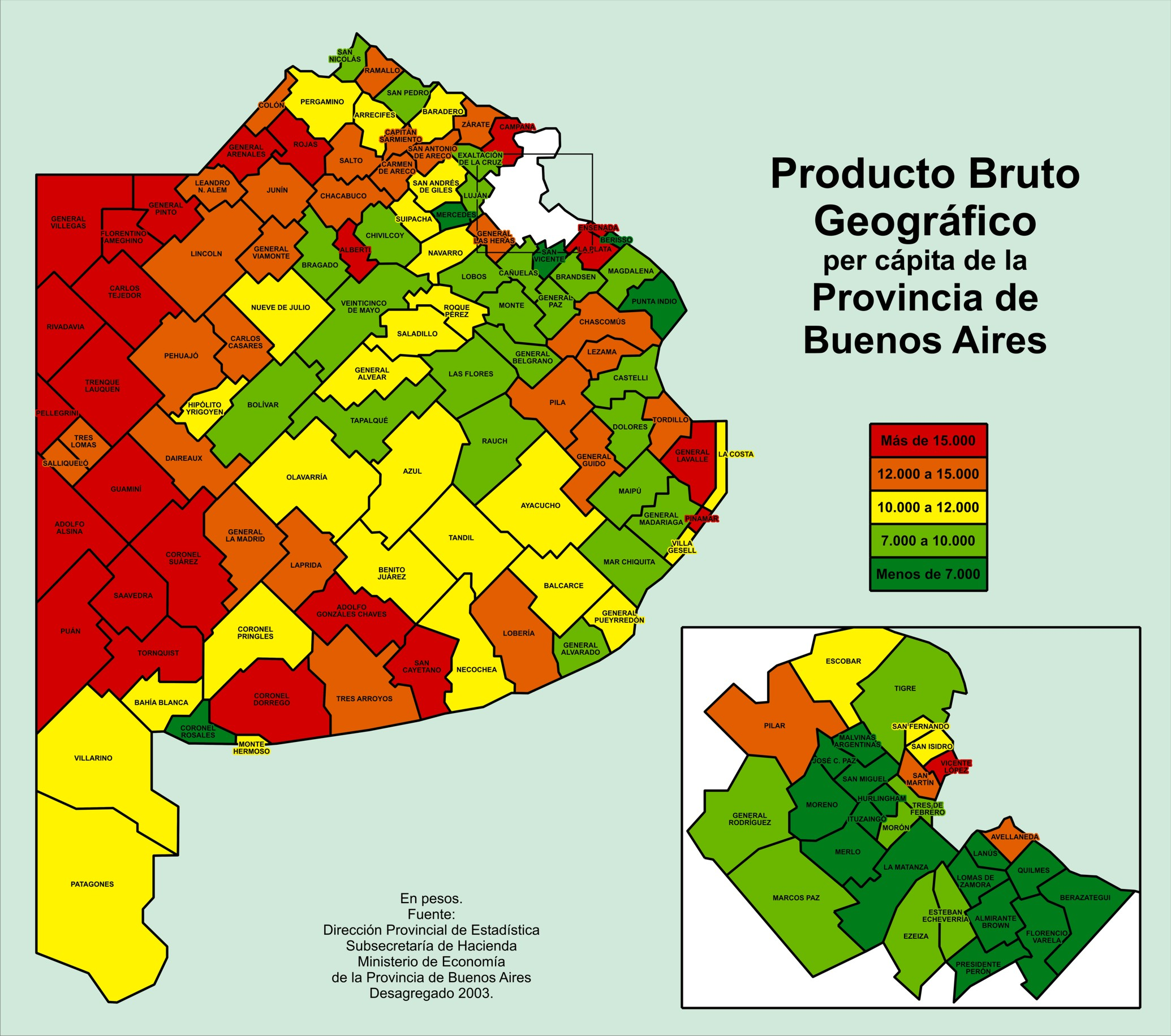
Producto Bruto Geográfico per cápita.
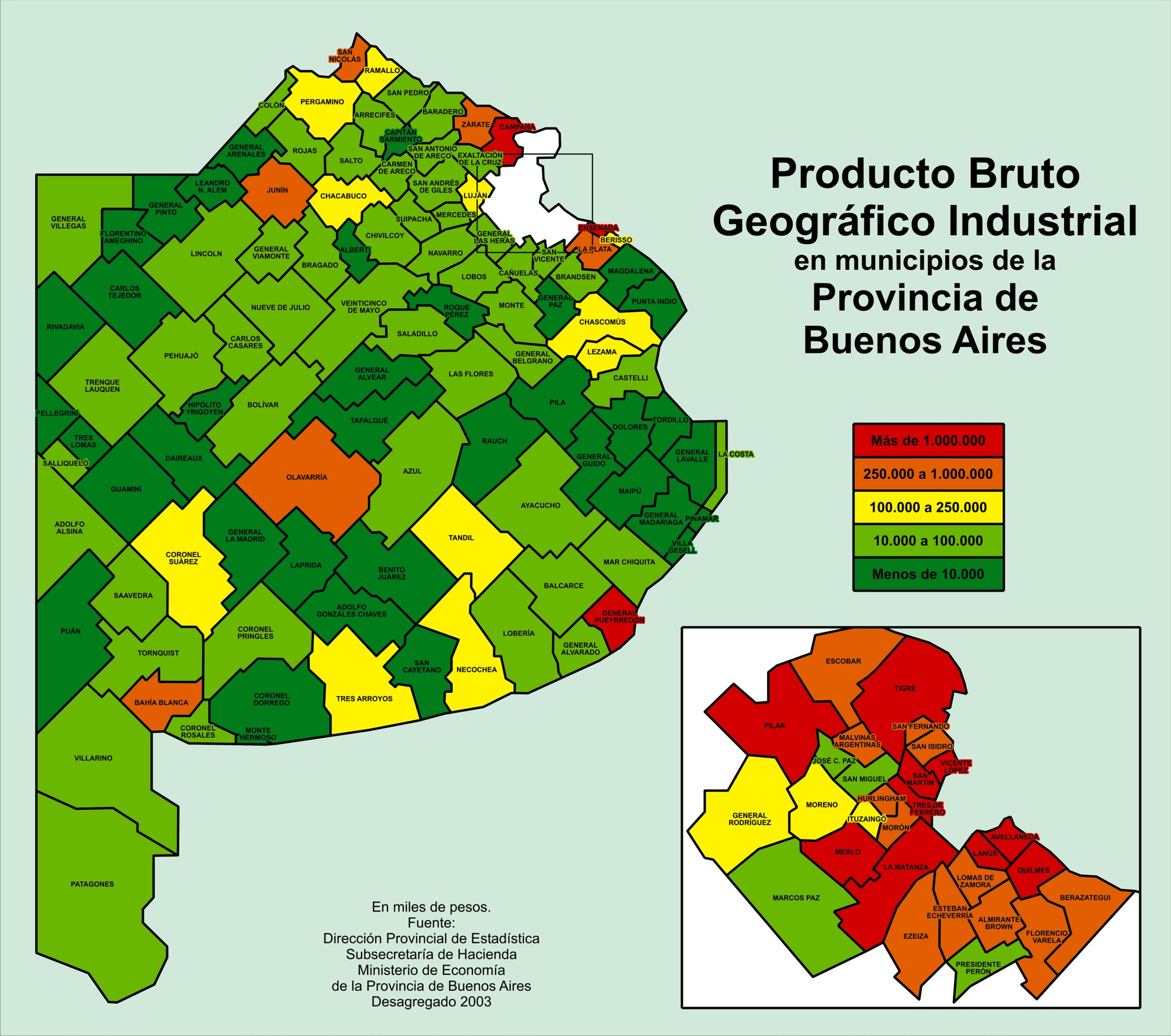
Producto Bruto Geográfico industrial.
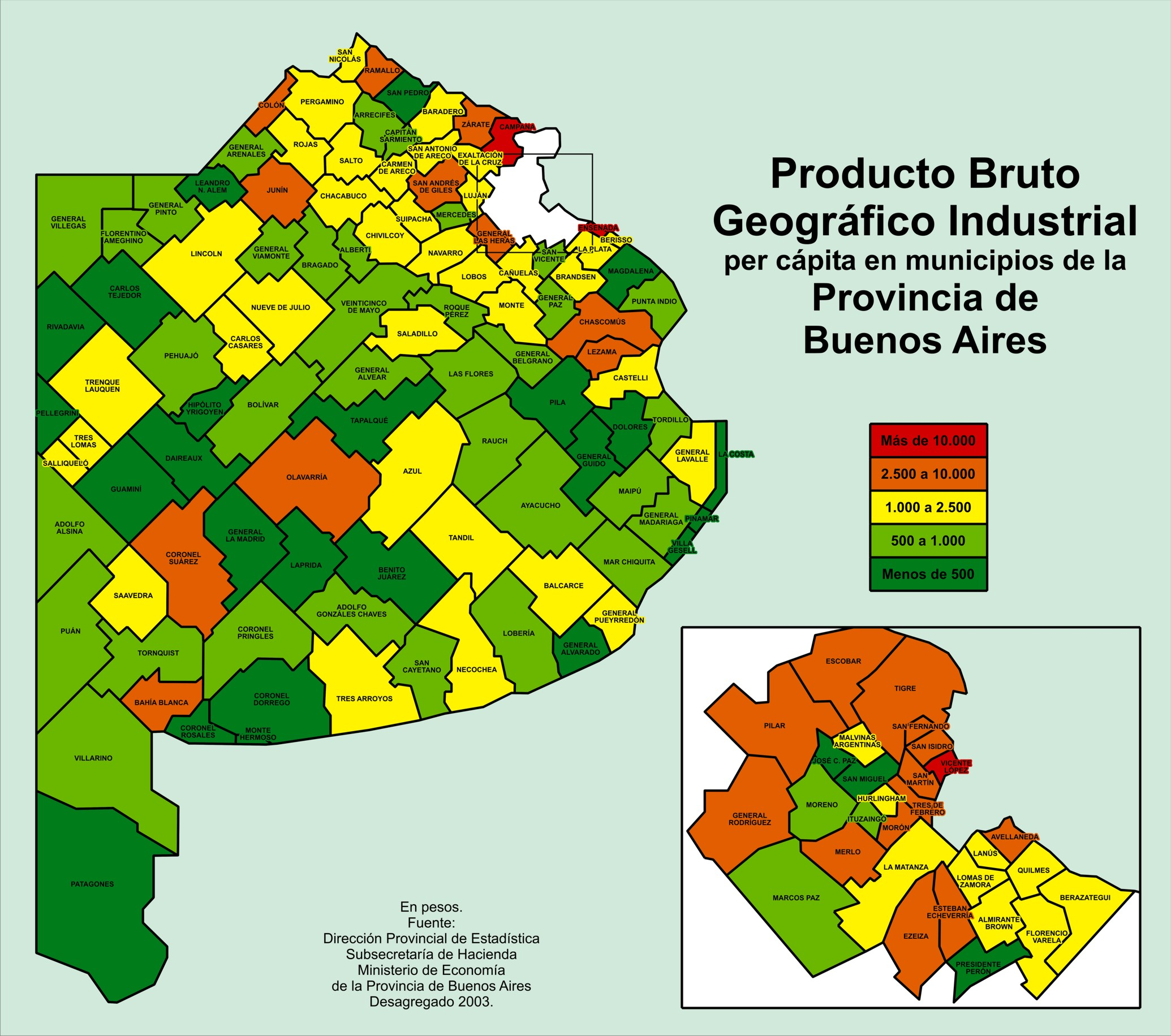
Producto Bruto Geográfico industrial per cápita.
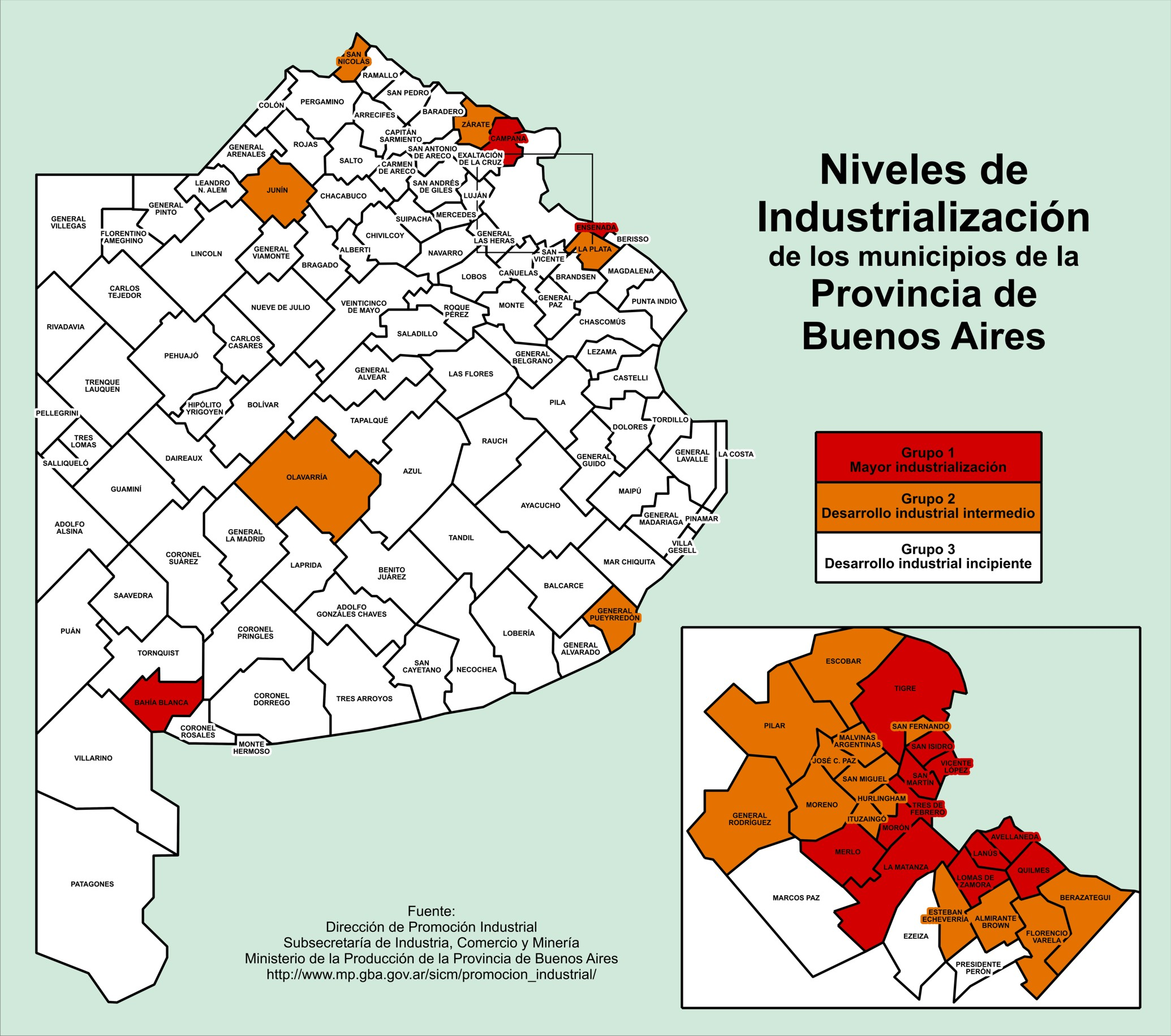
Niveles de industrialización.
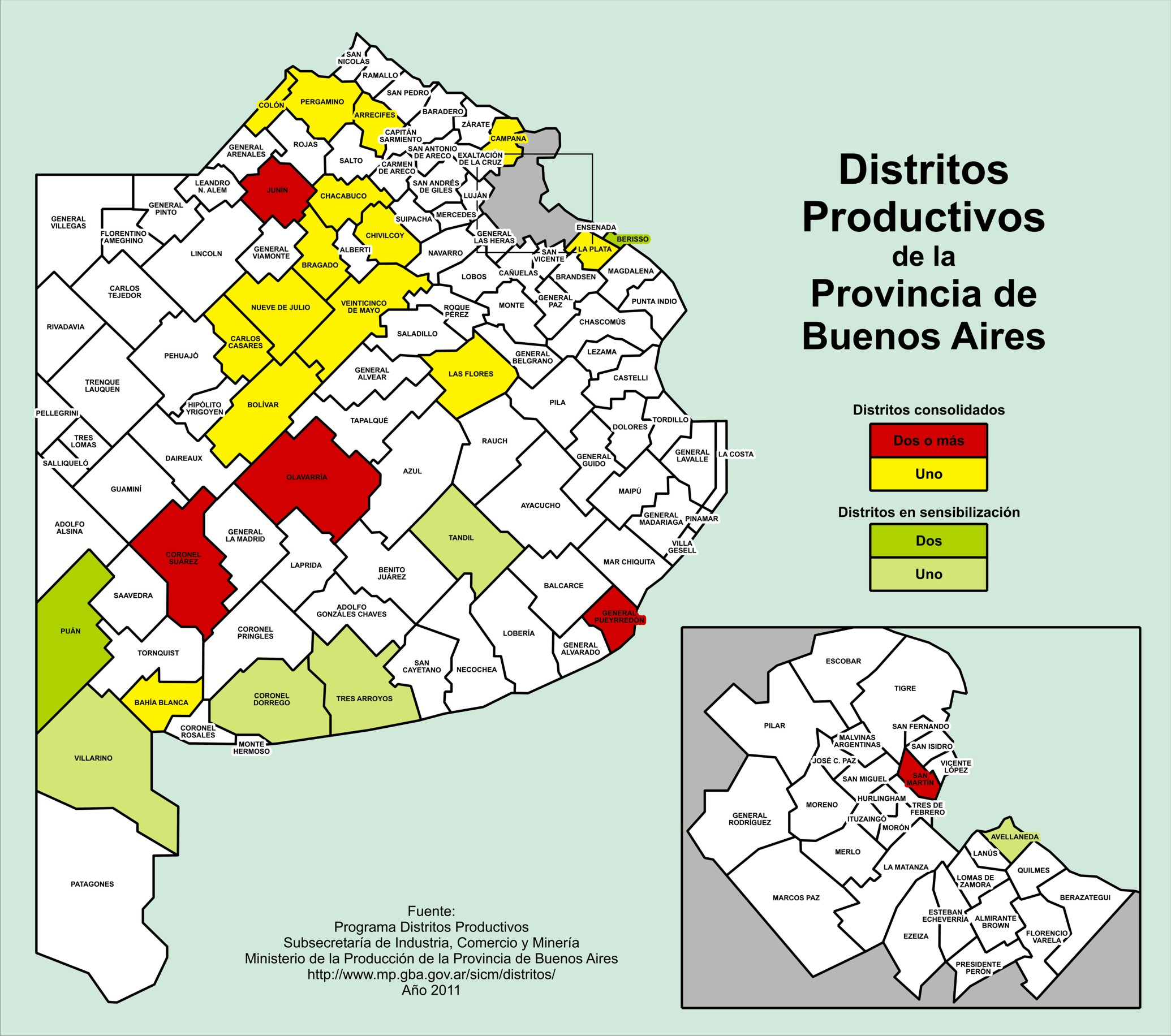
Distritos productivos.
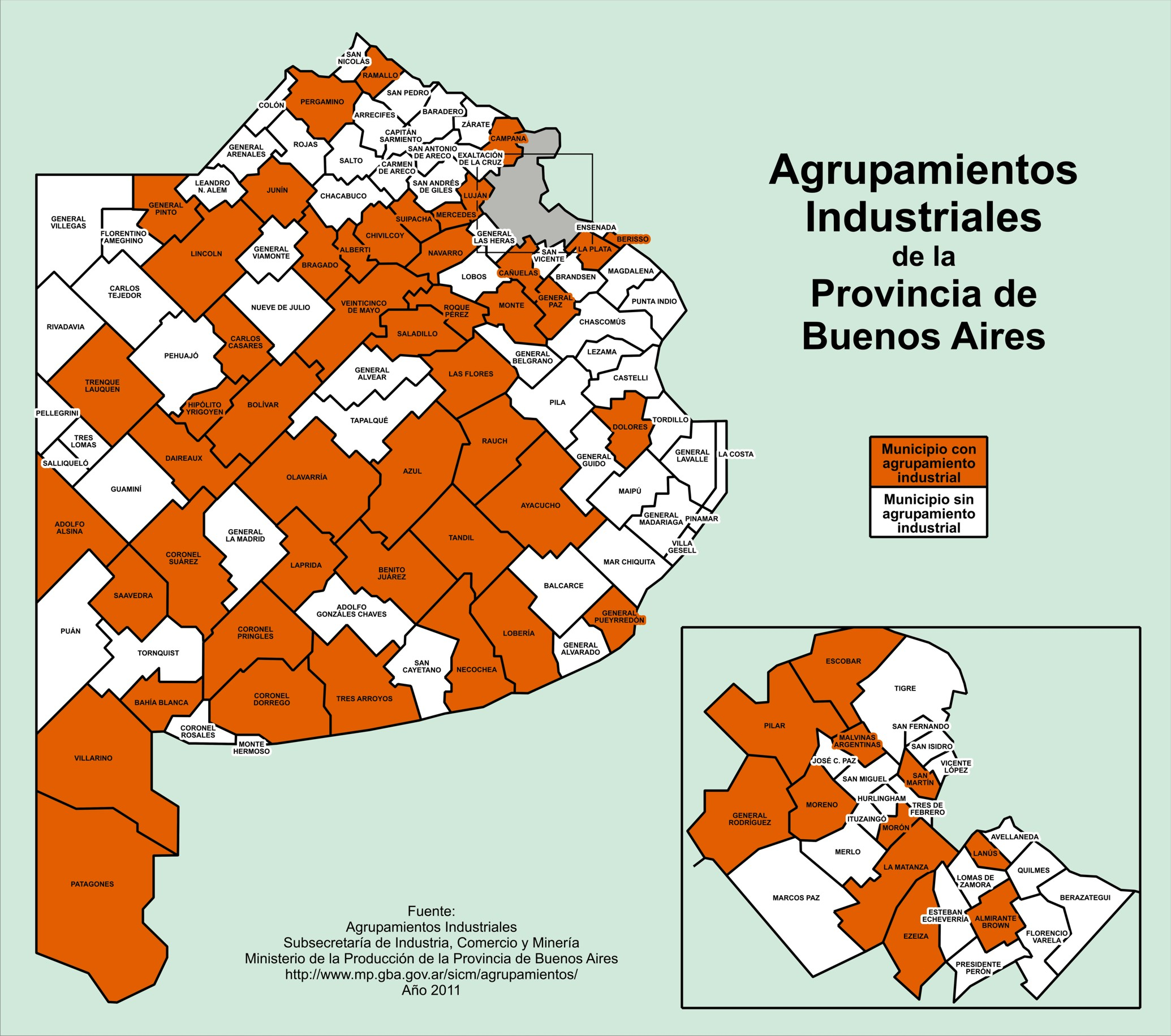
Agrupamientos industriales.

## Acuerdos de cooperación internacional
La provincia de Buenos Aires ha firmado vínculos de cooperación perdurables, en carácter de Acuerdos internacionales, con los siguientes estados federados:
- Renania del Norte-Westfalia, Alemania (4 de abril de 2019)[70]

## Infraestructura

### Servicios públicos

#### Agua
El servicio de agua corriente y cloacas es administrado desde 2002 por Aguas Bonaerenses S.A. (ABSA). La empresa presta servicios en 79 localidades de la provincia de Buenos Aires. AySA (Agua y Saneamientos Argentinos) es la otra gran prestadora, la cual brinda servicios a la población de Capital Federal y a 25 partidos del Gran Buenos Aires.

#### Electricidad
El sistema eléctrico de la provincia de Buenos Aires cuenta con numerosas centrales eléctricas distribuidas por distintas ciudades y localidades de la provincia. Actualmente las empresas distribuidoras en la provincia son: EDEA (Empresa Distribuidora de Energía Atlántica S.A.), EDEN (Empresa Distribuidora de Energía Norte S.A), EDES (Empresa Distribuidora de Energía Sur S.A) y EDELAP (Empresa Distribuidora La Plata S.A.). Las cuatro distribuidoras pertenecen al Grupo DESA, cuyo CEO y presidente es Rogelio Pagano.
Además, es en esta provincia donde se encuentra el Complejo nuclear Atucha, donde funcionan las centrales nucleares Atucha I (CNAI) y Atucha II (CNAII), sobre el Río Paraná en Lima (Buenos Aires). Estas no solo abastecen energéticamente a la provincia, sino que también lo hacen a las demás provincias de Argentina e incluso a países limítrofes como Uruguay, gran parte de Paraguay y el sur de Brasil.
Según datos obtenidos en el año 2016, el sistema eléctrico abastece a un 100 % de la población bonaerense.

## Geografía

### Geografía política
La capital de la provincia de Buenos Aires es la ciudad de La Plata. El territorio provincial está en la región centro-este del país, limitando al norte con el Río de la Plata, la provincia de Santa Fe, Entre Ríos y la Ciudad Autónoma de Buenos Aires (un distrito federal y autónomo desde su federalización en 1880 y desde 1994 es una de las 24 jurisdicciones de primer orden que conforman Argentina desde), al este y sur con el mar Argentino (océano Atlántico), al suroeste con Río Negro, al oeste con La Pampa y al noroeste con Córdoba. Con 15 625 000 habs. en 2010 (lo que supone casi un 40 % del país) es la provincia más poblada, con 307 571 km², la más extensa luego de la de Tierra del Fuego, Antártida e Islas del Atlántico Sur (1 002 445 km² incluyendo territorios en litigio) y con 50,8 hab/km², la segunda más densamente poblada, por detrás de Tucumán.
Se encuentra dividida en ciento treinta y cinco municipios denominados constitucionalmente partidos, equivalente al concepto de "departamentos" en el resto de provincias. El partido de Patagones es el más extenso, con 13 600 km², y el de Vicente López el menor, con 33 km².
A nivel demográfico (y también en algunos otros sentidos) el territorio provincial está dividido entre los partidos que forman parte de la Región Metropolitana de Buenos Aires (RMBA) (Gran Buenos Aires y zonas de influencia), con unos 12 millones de habitantes, y el interior de la provincia, con una cifra cercana a los 4 millones de habitantes.

### Geografía física
Su territorio ocupa 307 571km², extensión ligeramente superior a la de Italia.

#### Relieve
Predomina la llanura pampeana con una inclinación suave hacia el Mar Argentino. Esta planicie está interrumpida por dos pequeños sistemas serranos, el de Tandilia de unos 500 m s. n. m. y el de Ventania de unos 1.100 m s. n. m.
Su punto más alto es el cerro Tres Picos con 1239 m s. n. m. y el más bajo Salinas Chicas, a -42 m s. n. m. Su río más extenso es el Salado con 700 km de longitud.

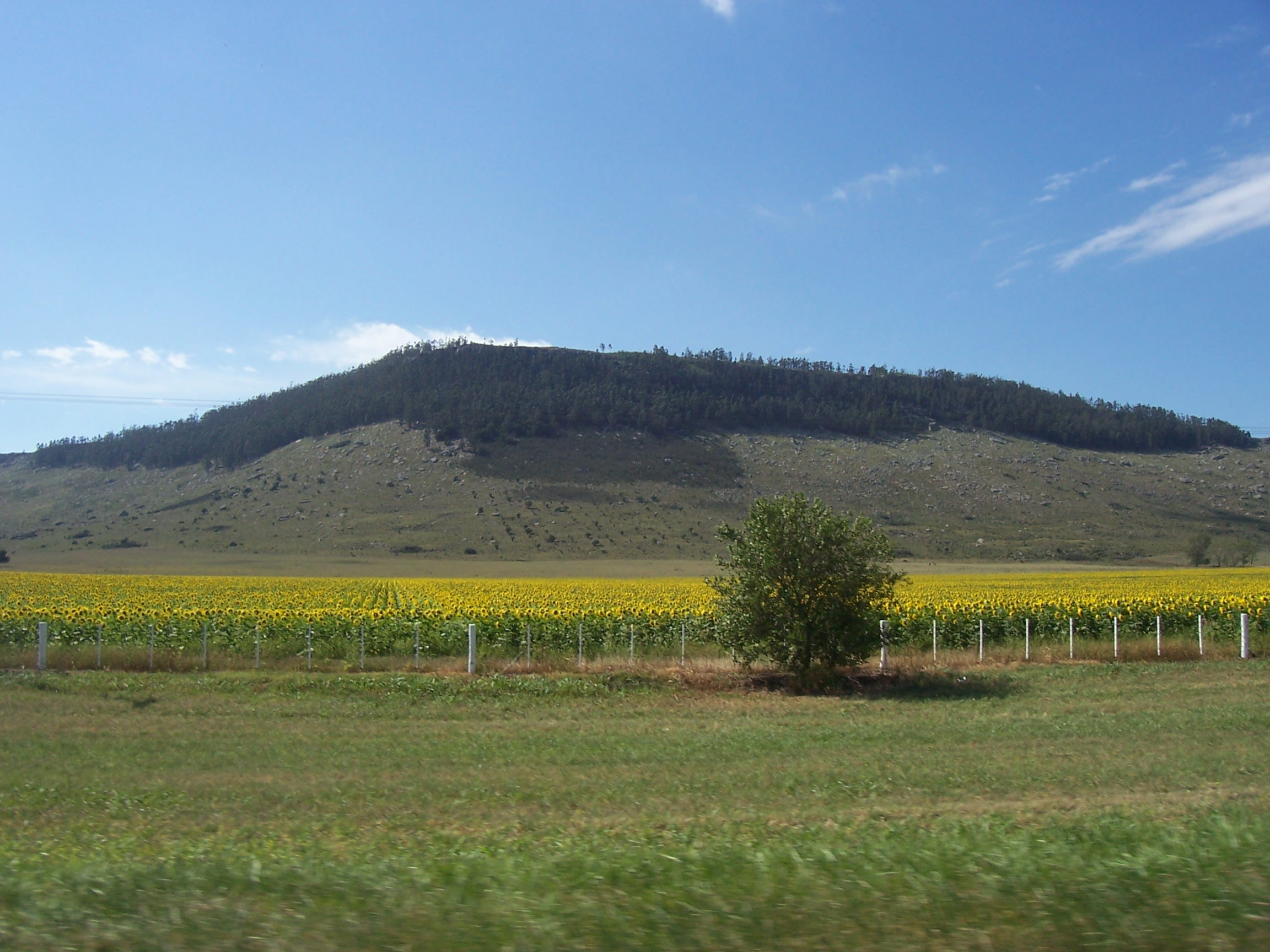
Área rural cercana a Balcarce, perteneciente al Sistema de Tandilia.

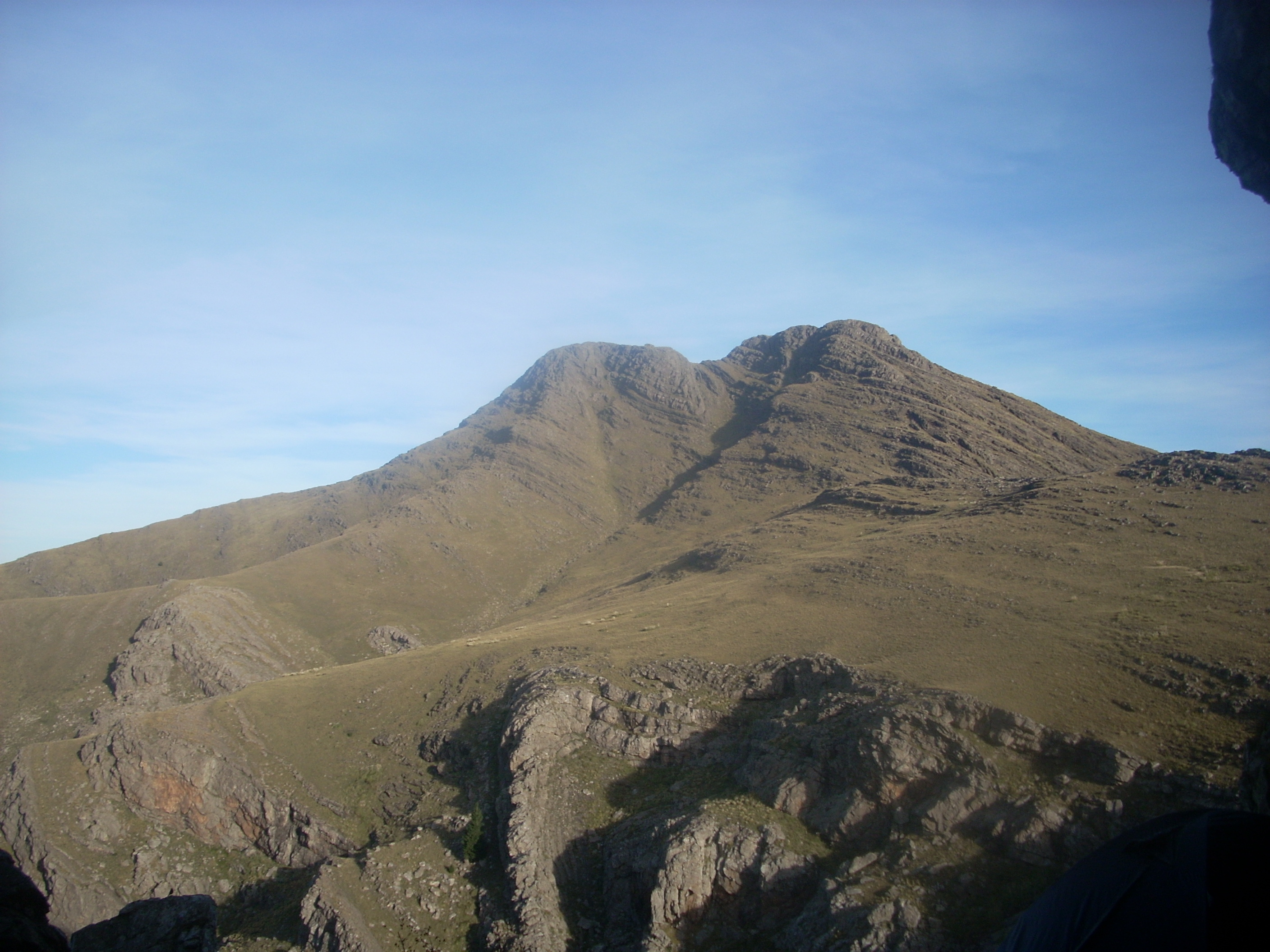
Cerro Tres Picos, punto más alto del Sistema de Ventania, y de la provincia de Buenos Aires.

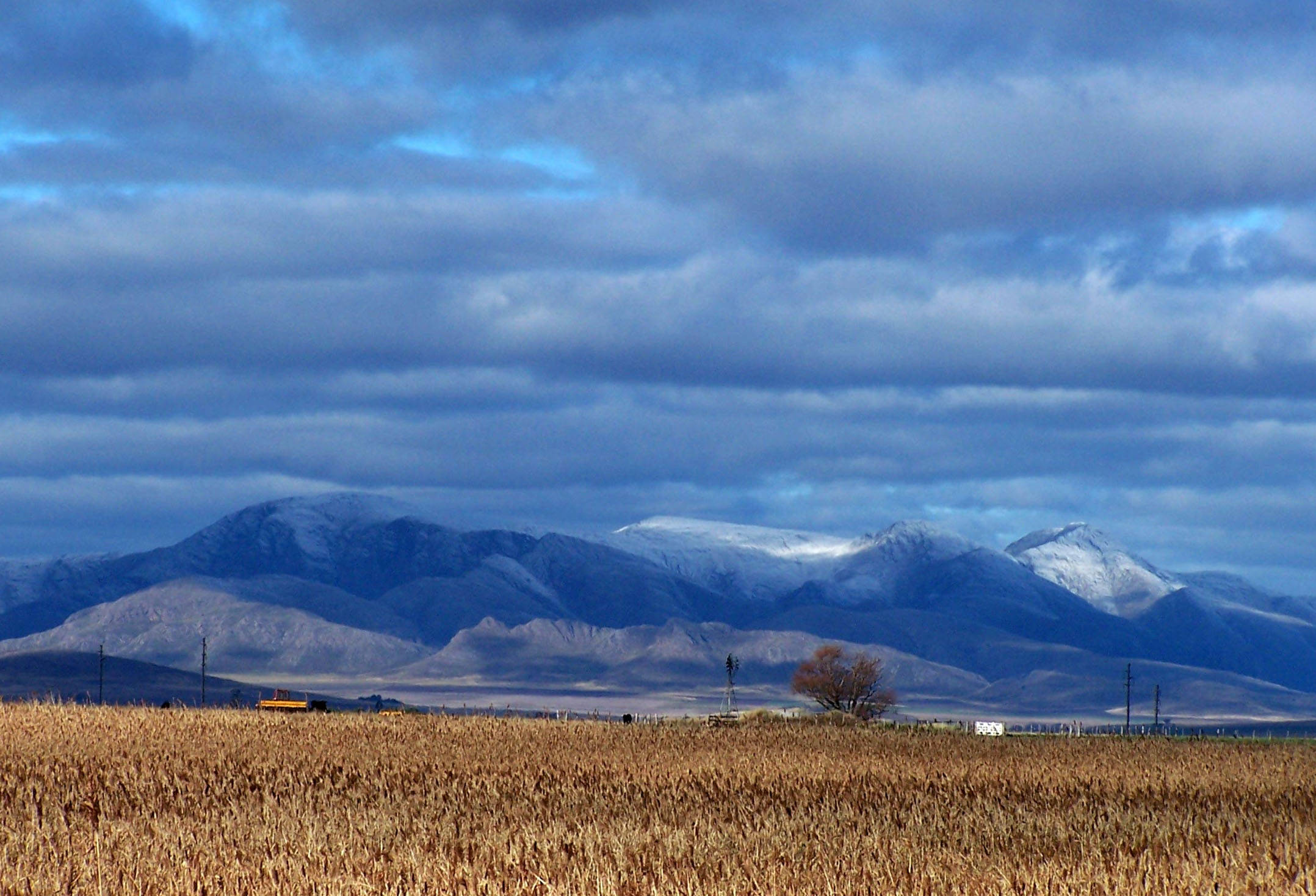
El Sistema de Ventania es el principal conjunto de sierras en la provincia de Buenos Aires

Aunque casi la totalidad de la provincia de Buenos Aires está comprendida dentro de la pampa húmeda pueden distinguirse en tal llanura -cubierta mayormente de praderas - diversas subregiones: la pampa ondulada en el sector norte, caracterizada por la presencia de un relieve ondulado con algunas «lomas» o «cerrilladas» originadas en antiguos médanos fosilizados, o -como ocurre en el antiguo pago de «Los Arroyos» -compartido con la provincia de Santa Fe - por los valles de los arroyos que afluyen al río Paraná.
La cuenca inferior del río Salado en su mayor parte constituye la llamada «pampa deprimida» por su altitud relativa inferior a la del resto de la región pampeana, lo que da lugar a lagunas como las de Chascomús y Lobos. Aunque no directamente vinculada a la cuenca del río Salado, existe al norte de la sierra de la Ventana una cuenca endorreica con depresión tectónica de igual origen que la de la cuenca del Salado, tal cuenca endorreica es la de las Lagunas Encadenadas del Oeste: Laguna del Monte, Cochicó, Epecuén (o laguna de Carhué).
Inmediatamente al sur de la bahía de Samborombón existe una importante zona de humedales y bajíos llamada en su sector norte «pago de El Tuyú» (tuyú es palabra de origen guaraní y significa: «Tierras blandas», en referencia a cangrejales, bajos pantanosos y lagunas) y en su sector sur «pago de El Ajó» (ajó significa en guaraní estero), correspondiéndose tal zona anegadiza con los actuales partidos de General Lavalle -casi en su totalidad-, y parcialmente con los de Dolores, Maipú, General Madariaga y Tordillo.
En la cuenca alta del río Salado, justo donde la Pampa Deprimida se encuentra con la Pampa Ondulada Alta, se encuentran las lagunas de Junín: Gómez, Mar Chiquita y El Carpincho.
La región de la costa atlántica bonaerense ha recibido hasta los 1870s el nombre de El Mullún, palabra mapudungun que significa lugar costero, se caracteriza El Mullún por la presencia de grandes dunas, naturalmente móviles (fijados con forestación desde fines del siglo XIX por los inmigrantes europeos) y costas acantiladas o con barrancas que tocan al océano generalmente con interpuestas amplias playas arenosas. La costa bonaerense se extiende a lo largo de 1200 km.
Dos sectores de la provincia de Buenos Aires no corresponden netamente a la región pampeana: el sector extremo meridional ubicado al sur del río Colorado que es ya perteneciente a la Patagonia argentina (este sector coincide con el partido de Patagones), y el sector extremo noreste que corresponde fisiográficamente y ecológicamente a la Mesopotamia Argentina, o más exactamente al antiguo pago del Carapachay o País de los Matreros más conocido desde el siglo XX como el Delta del Paraná o simplemente «El Delta». El Delta es un territorio formado por muchas islas fluviales, de escasa altitud, pantanosas (las costas de estas islas suelen ser más elevadas que su centro debido a la presencia de albardones) cubiertas densamente por selvas marginales que son una continuación de la selva tropical sudamericana (aunque desde fines de siglo XX gran parte de la flora autóctona de El Delta ha sido substituida artificialmente por flora holártica subtropical), un sector pequeñísimo de la provincia de Buenos Aires se encuentra en el extremo norte de la misma y casi inmediatamente al este del Delta propiamente dicho, se trata de la isla Martín García la cual es un afloramiento de rocas arcaicas en el punto en que nace el estuario del Río de la Plata.

#### Hidrografía

##### Lagunas
La provincia de Buenos Aires está salpicada por gran cantidad de lagunas. Las más comunes son aquellas que miden entre 0,05 y 10 ha, que serían unas 140 000, unas 13 824 mayores a 10 ha (predominado las que van de 10 a 50, que son 6.727), y de entre 50 y 200 ha hay unas 4378. En cuanto a las menores de 10 ha, hay una enorme cantidad que podría llegar a 200.000, muchas de ellas se encuentran en la bahía de Samborombón, donde existe una interacción entre los ecosistemas terrestres y las aguas del Río de La Plata y el mar.
Casi todas ellas son debidas a la erosión eólica de la llanura pampeana, las menos se deben a fallas tectónicas (tal es el caso de las Encadenadas), o pequeñas lagunas costeras como la de Mar Chiquita. Excepto por las lagunas costeras, las inmensa mayoría de las lagunas son «pulsátiles», esto es, durante las sequías y los hemiciclos secos de Florentino Ameghino tienden a desecarse quedando en su lugar muchas veces salinas, mientras que durante los hemiciclos húmedos suelen multiplicar su extensión acuática (tal como a fines del siglo XX viene ocurriendo con las lagunas de la zona de Pehuajó).

##### Ríos y arroyos

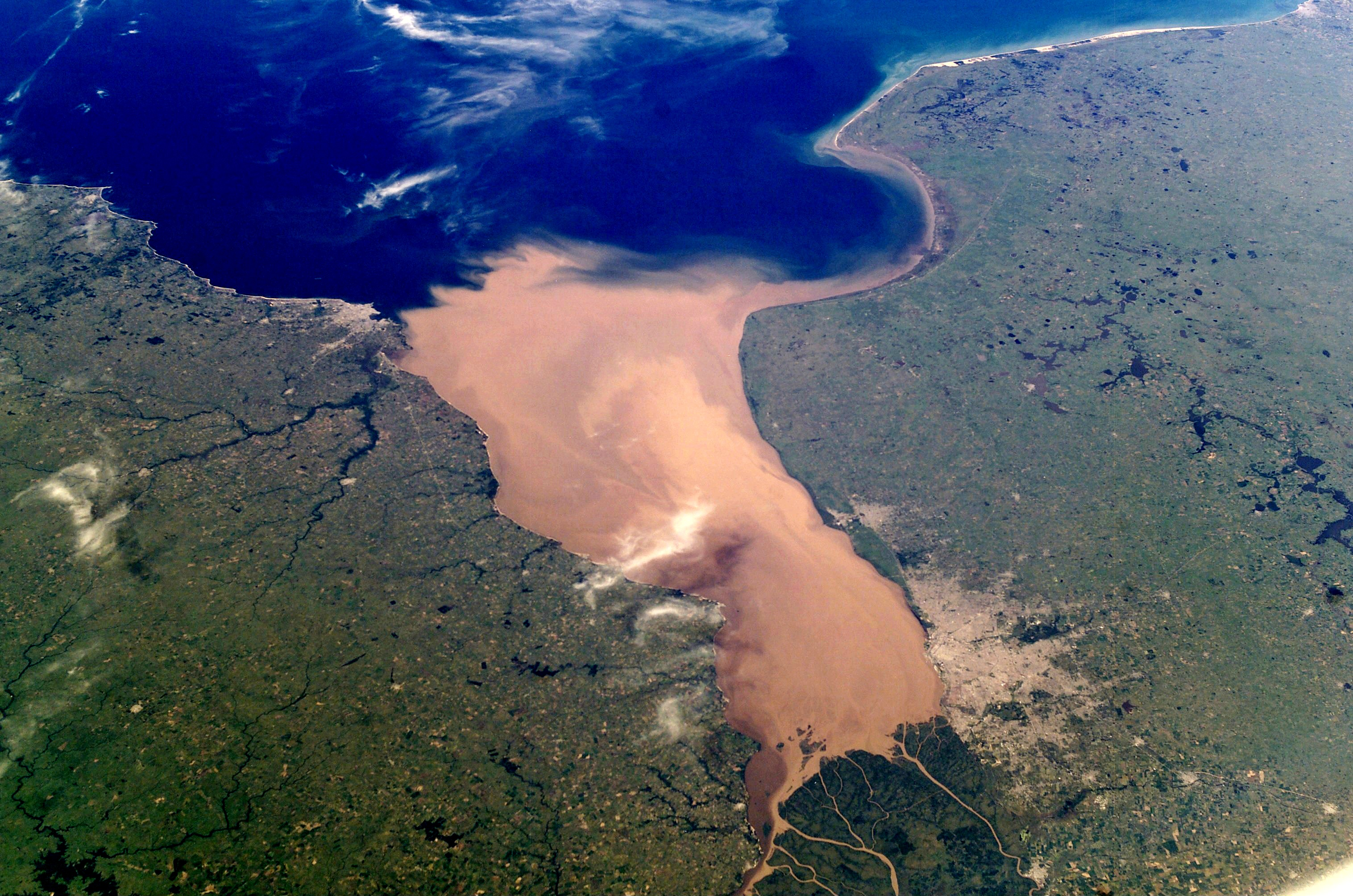
Vista satelital del Río de la Plata

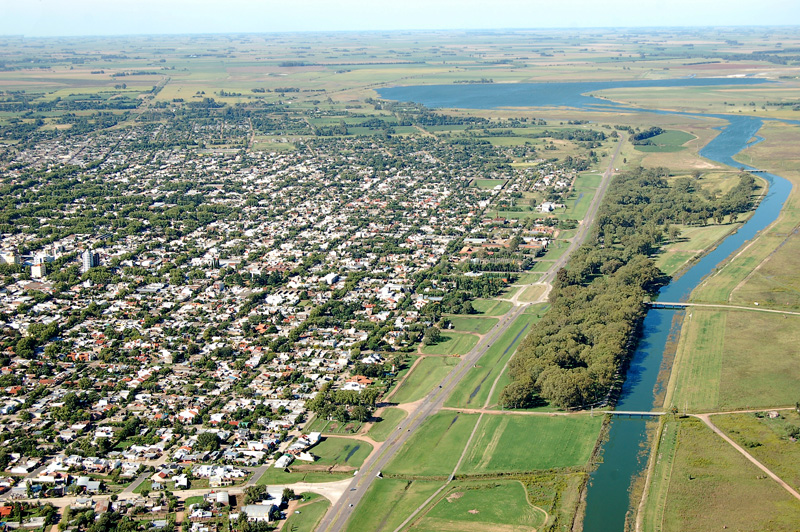
Vista aérea del Río Salado y la ciudad de Junín

En la actualidad importantísimos ríos tienen parte de su recorrido en la provincia de Buenos Aires: el río Paraná y su continuación el estuario llamado Río de la Plata, y los ríos Colorado y Negro; de hecho la provincia con su actual territorio mantiene las «llaves» de las principales cuencas fluviales argentinas. Por su parte, el río Salado de la región pampeana suele recibir el nombre de «Río Salado Bonaerense» ya que casi la totalidad de su cauce se encuentra dentro de la jurisdicción bonaerense aunque sus fuentes se encuentren en el extremo sur de la provincia de Santa Fe, gran parte de los caudales del río Salado son aportados subterráneamente por el «brazo norte» del río Quinto, tal río Quinto discurre sobre la superficie durante los períodos húmedos formando un gran arco que ingresa en la provincia de Buenos Aires casi en las afueras de Banderaló y confluye superficialmente en el río Salado en las proximidades de la ciudad de Bragado.
La cuenca del río Salado posee otros tributarios de importancia como el Arroyo Vallimanca, el Arroyo Las Flores y el Arroyo Tapalquén. El río Salado bonaerense es por su parte tributario del Río de la Plata. Existen diversas pequeñas subcuencas del Río de la Plata como las del Arroyo del Medio, o los ríos Baradero, Luján, Reconquista (hasta el siglo XIX «Río de las Conchas»), Río de la Matanza etc., gran parte de los caudales de estos cursos de agua permanentes pese a su escaso recorrido se deben a afloramientos del acuífero Puelche. En cuanto a los tributarios directos hacia el Océano Atlántico también estos forman gran cantidad de pequeñas cuencas casi paralelas entre sí destacándose el río Quequén, el arroyo Claromecó, el Quequén Salado, el río Sauce Grande, río Sauce Chico y el arroyo Naposta.

#### Sismicidad
La región correspondiente al área costera del Río de la Plata se asocia a la «falla de Punta del Este», con sismicidad baja; y su última expresión se produjo el 5 de junio de 1888 (137 años), a las 3.20 UTC-3, con una magnitud de 5,5 en la escala de Richter. (Terremoto del Río de la Plata de 1888).

#### Clima

Mapa climático de la provincia de Buenos Aires según Köppen.

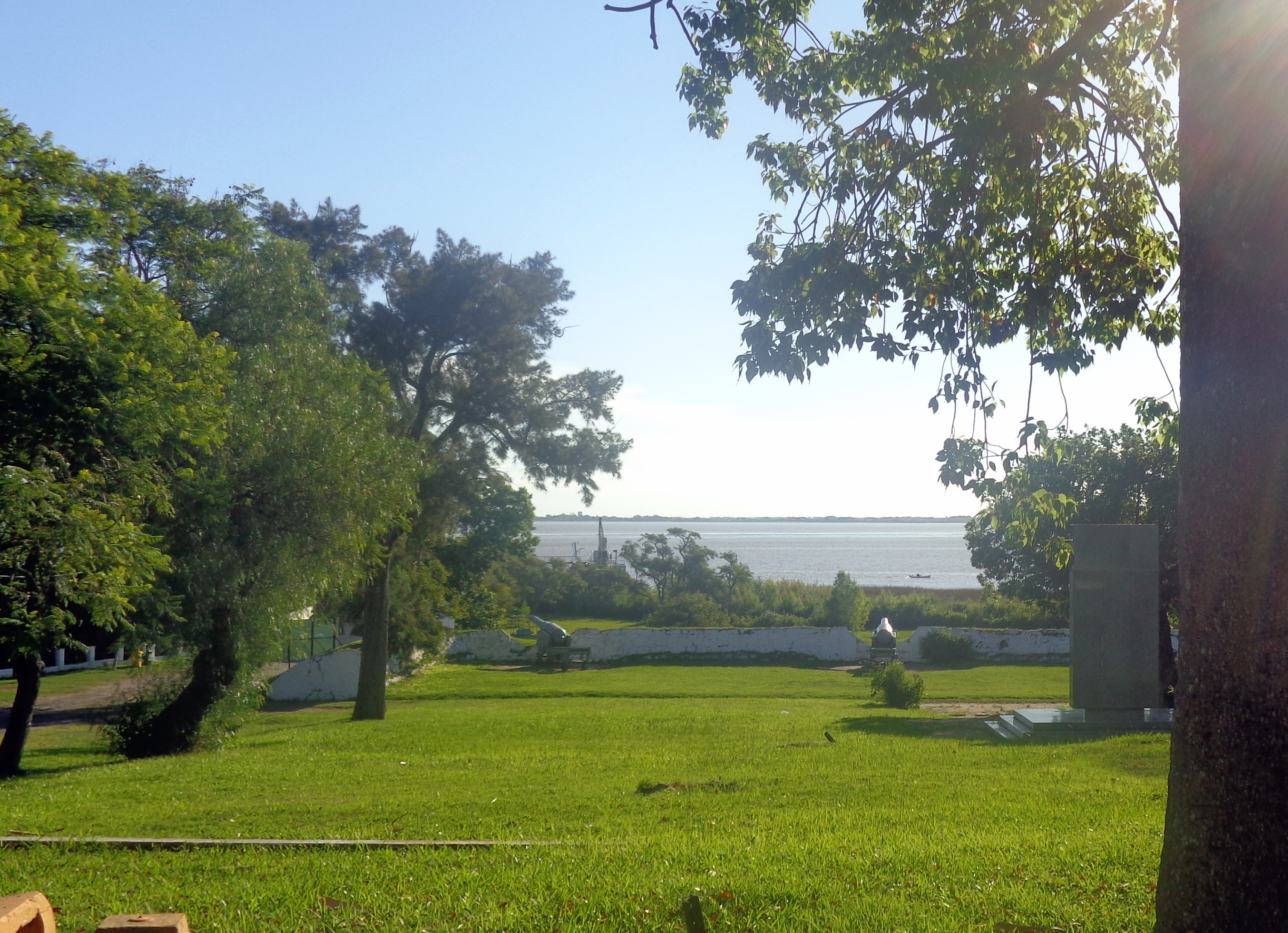
Puerto de la Isla Martín García.

Existen cuatro tipo de microclimas diferenciados en lo que se denomina provincia de Buenos Aires. En la costa atlántica, en una línea que va desde aproximadamente Mar del Tuyú hasta Punta Alta, extendiéndose por zonas de interior por zonas del Sistema de Tandilia y Sistema de Ventania y localidades como Coronel Dorrego, Adolfo González Chaves, Lobería, Balcarce, Coronel Vidal y General Madariaga. En todo este amplio territorio, el clima es templado oceánico "Cfb". En el extremo sur de la provincia en cuestión, desde más al sur de su límite con el Río Negro hasta las proximidades del Río Colorado, se da un clima templado con características un poco más secas que en el resto de la provincia. Al norte del Río Colorado se da un clima templado transición con algunas características del templado oceánico y el pampeano hasta unos pocos kilómetros más al sur de Bahía Blanca, trazando desde ahí una línea en diagonal imaginaria hacia la provincia de La Pampa. Esta línea imaginaria también marca el límite de 600mm de precipitación medio anual, el los cuales incrementan hacia el norte y el este y disminuye hacia el sur y el oeste. En el resto de esta provincia, el clima templado pampeano aunque con sus variaciones de región a región, por lo cual no es uniforme en precipitaciones ni temperaturas media anuales. Esto es, las precipitaciones crecen en dirección noreste, llegando a ser de algo más de 1.000mm en gran parte del área metropolitana de Buenos Aires, en cercanías a la Ciudad Autónoma de Buenos Aires (siendo ésta su propia jurisdicción de primer orden, totalmente independiente a la provincia). Existen dos isotermas que atraviesan el territorio, una de marcando 15 °C de temperatura media anual y otra marcando 16 °C, tal y como se observa en la imagen de la derecha. Al sur de esas líneas la media anual va decreciendo, y al norte van incrementando. Por último, cabe decir que dentro del área metropolitana, en cercanías a la ciudad autónoma de Buenos Aires se dan medias anuales de casi 18 °C, debido al efecto de isla de calor urbana generada por tanto hormigón junto.

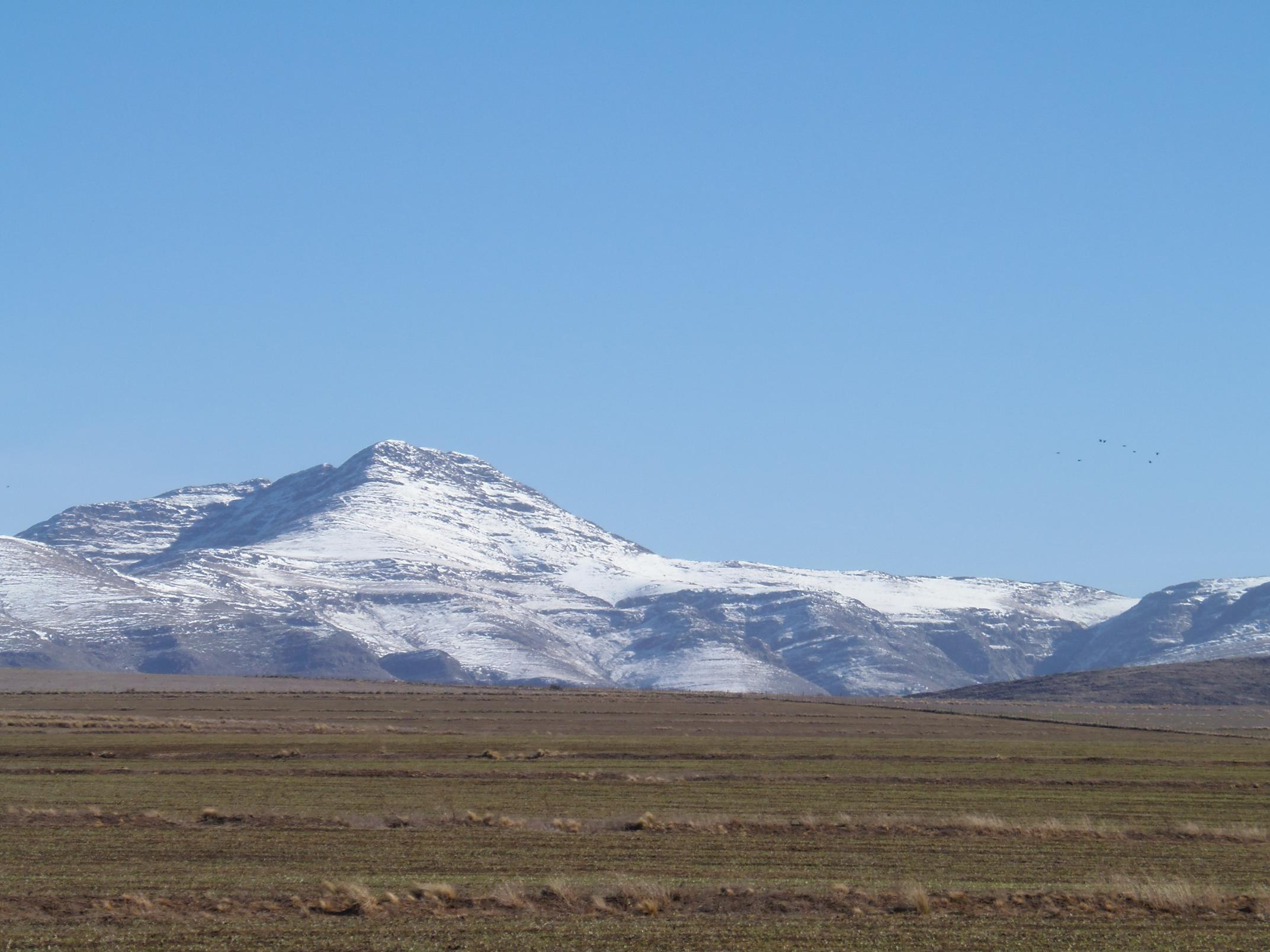
El cerro Tres Picos en el Partido de Tornquist.

A grandes rasgos, los veranos son calurosos en toda la provincia, aunque las temperaturas disminuyen hacia la costa. En cuanto al invierno, en general es fresco, pero más frío hacia el centro, el oeste y el sur del interior provincial con temperaturas bajo cero y heladas frecuentes. Las temperaturas disminuyen de norte a sur, las amplitudes térmicas aumentan de este a oeste, y los vientos predominantes del este y del noreste. Las áreas orientales son más húmedas porque se producen las mayores precipitaciones (entre 1.100 y 1.200 mm anuales), concentradas de octubre a marzo. Hacia el oeste si bien también hay precipitaciones a lo largo de todo el año, el clima es menos húmedo; las precipitaciones oscilan entre los 600 y 700 mm anuales. En función de la presencia de los Hemiciclos Húmedo o Seco, las isohietas se corren 300 km o más. La región pampeana bonaerense se ve afectada por vientos como la sudestada que viene del océano (en los meses invernales), el "viento norte" caluroso; y el Pampero o "viento suroeste" que atraviesa la Patagonia (en los meses cálidos), proviniendo del anticiclón antártico.
Desde 2007 se han registrado nevadas con mayor frecuencia en la provincia. Ciudades como Mar del Plata, Coronel Pringles y Bahía Blanca han sido cubiertas de nieve en los últimos años.
La temperatura mínima registrada en la provincia fue en Dolores con –13,0 °C, y la máxima fue en Bahía Blanca con 43,8 °C.

## Educación

### Políticas educativas para la educación secundaria posteriores al año 2003
Las políticas evaluativas en la provincia de Buenos Aires se caracterizan por adaptarse a las leyes nacionales sobre educación. Desde el año 2003, las políticas educativas de la provincia de Buenos Aires plantean la necesidad de la inclusión social y educativa. Se plantean como políticas que intentan responder a las necesidades de la época. Son políticas planteadas desde la sanción de la Ley Nacional de Educación en 2006. La Ley de Educación Provincial N° 13.688/07 sigue las pautas nacionales, estableciendo en el Artículo 5 que el Estado Provincial debe establecer una “educación integral, inclusiva, permanente y de calidad para todos sus habitantes, garantizando la igualdad, gratuidad y la justicia social en el ejercicio de este derecho, con la participación del conjunto de la comunidad educativa”. En este sentido, se plantea que ambas leyes, tanto la nacional como la provincial, aluden a la necesidad de implementar estrategias para la inclusión y la prevención del abandono escolar. Una de estas estrategias que se implementó  es la de la obligatoriedad, a modo de impulsar la inclusión social, incluso de aquellos estudiantes que provienen de los sectores populares. El impulso por la obligatoriedad no se preocupa por actualizar y/o mejorar los contenidos para el aprendizaje, ya que el foco está en la flexibilización de la organización de la escuela secundaria, y se analiza la posibilidad de extender las trayectorias escolares para administrar de mejor manera el tiempo escolar. Esto ayudaría a adecuar la escuela a las características de los nuevos ingresantes. Es aquí donde, en la provincia de Buenos Aires, se pasa de “instancias de compensación”, “desempeño” y “desempeño global” a otros como “períodos de orientación y apoyo”, “comisiones evaluadoras”, “tercera oportunidad”, etc. Cambiando el foco de evaluación; se evalúa para aprobar y certificar y no para constatar o evaluar los aprendizajes reales de los estudiantes. Sin embargo, pasar de una instancia a otra, no asegura que los aprendizajes sean reales, ya que si las dificultades permanecen, estaríamos frente a una nueva desigualdad y exclusión.

Por ejemplo, el Diseño Curricular para la Educación Secundaria de la Provincia de Bs. As. del año 2009 define:
[...] una escuela secundaria inclusiva que apele a una visión afirmativa de
la juventud y la adolescencia, no como idealización, visión romántica
o negación de las situaciones de conflicto, pobreza o vulnerabilidad
[...] se piensa para todos los estudiantes que la están transitando, los
que la abandonaron y es necesario que regresen, estudien y finalicen
sus estudios, aquellos otros [...] que nunca fueron a la escuela secundaria

y pensaban que ese no era un lugar para ser ocupado por ellos[...]
Además, la evaluación de los aprendizajes desde 2024 acompañan estas nociones de inclusión, especialmente ligadas a la prevención del abandono escolar. En éste sentido se pone el foco sobre la repetición de curso. Se pueden observar nociones como ésta respecto a la repetición:

          
“No constituye verdaderamente una nueva oportunidad para aprender. Los estudiantes que recursan frecuentemente desaprueban incluso asignaturas que ya habían aprobado el año anterior [...] El fenómeno de repitencia [...] conduce al abandono escolar [...]” (Resolución 93/09).
En la Provincia de Buenos Aires específicamente, se busca “evitar las situaciones de no-promoción del estudiante” (Resolución 587/11).
Acompañando las nociones de educación inclusiva previamente mencionadas, también se expresa una crítica respecto a la evaluación como creadora de jerarquías capaces de decidir el éxito o el fracaso escolar del alumno. En la normativa se observa una crítica activa hacia la evaluación de los aprendizajes como instrumento para jerarquización o creación de rankings. Se entiende a la evaluación como “[...] un proceso de valoración de situaciones pedagógicas, que incluye al mismo tiempo los resultados alcanzados y los contextos y condiciones en los que los aprendizajes tienen lugar [...] como parte inherente de los procesos de enseñanza aprendizaje [...]” (Resolución 93/09).

#### Organismos Internacionales involucrados en las políticas educativas
Estas políticas educativas se alinean con las recomendaciones de organismos internacionales como la UNESCO, el Banco Mundial y la CEPAL. Estas organizaciones recomiendan promover la equidad, es decir que todos tengan las mismas oportunidades; fomentar la inclusión, para que nadie quede afuera del sistema educativo y asegurar el derecho a la educación durante toda la vida, no solo en la infancia y juventud, sino también en la adultez. Dentro de este marco, la educación inclusiva se entiende como un proceso de transformación de los sistemas educativos. Se busca eliminar barreras, por ejemplo prejuicios, falta de recursos etc. Atender la diversidad, es decir, reconocer y valorar que cada estudiante es diferente y por último, plantea garantizar oportunidades de aprendizaje que sean significativas para todos, en otras palabras, que lo aprendido tenga sentido y valor en la vida de cada persona.

#### Segmentación educativa, trayectorias escolares diferenciadas y los riesgos de las nociones de inclusión social
En la provincia de Buenos Aires se han implementado programas como el Plan FinEs, este programa permite a los jóvenes y adultos terminar la escuela. Es por esto que este tipo de políticas fueron algo positivo, ya que ampliaron el acceso a la educación. Sin embargo, algunos estudios han advertido sobre la existencia de trayectorias escolares diferenciadas, lo que significa que no todos los estudiantes tienen las mismas experiencias ni reciben el mismo tipo de enseñanza; circuitos de baja intensidad institucional, es decir, existen algunos espacios educativos que tienen menos recursos, menos horas o menos exigencia académica; y hay una segmentación socioeducativa, o sea, se forman grupos escolares separados por condiciones sociales, lo cual reproduce desigualdades. Lo que significa que, si la educación no es de calidad y está dividida/fragmentada, no todos los estudiantes acceden al mismo conocimiento, esto limita su participación en la sociedad, en el trabajo y en la política, porque no tienen las mismas herramientas que otros.
Si bien las políticas de evaluación implementadas desde la Ley de Educación Nacional de 2006, profundizadas con la actualización del Régimen Académico en el año 2024 (Res. 1650/24) tienen como propósito declarado favorecer la inclusión educativa y garantizar la permanencia de todos los estudiantes en la escuela secundaria, se ha advertido sobre los riesgos que estas propuestas pueden implicar. Se señala que la tendencia a flexibilizar los criterios de evaluación y a multiplicar instancias de apoyo y compensación, si no garantizan aprendizajes equivalentes, pueden generar nuevas formas de segmentación interna, instalando trayectorias diferenciadas y reproduciendo desigualdades al interior de las instituciones. Así, las políticas que se presentan como inclusivas podrían, en su aplicación, contribuir a la conformación de circuitos escolares paralelos que, aunque permiten la permanencia, no aseguran iguales oportunidades de aprendizaje y acreditación de saberes. Por eso, se vuelve indispensable acompañar estas reformas con transformaciones en las condiciones institucionales y laborales docentes, para evitar que el esfuerzo por incluir derive en nuevas formas de exclusión encubierta.
La actualización del Régimen Académico (Res. 1650/24) destaca la necesidad de redefinir las prácticas de evaluación como herramienta para la inclusión educativa en la escuela secundaria. No obstante, se ha advertido que la flexibilización de las normas evaluativas y la multiplicación de instancias compensatorias pueden convertirse en dispositivos que, más que garantizar aprendizajes, priorizan mejorar indicadores estadísticos de promoción y egreso. Este enfoque podría contribuir a reforzar una lógica burocrática en las instituciones, donde la evaluación tiende a funcionar como un acto administrativo de acreditación antes que como un proceso pedagógico significativo. En el nuevo Régimen Académico se establecen una serie de procedimientos estandarizados, instancias de intensificación y recursado, así como dispositivos de seguimiento institucional (como los Equipos de Definición de Trayectorias Educativas), que, si no cuentan con las condiciones reales para su implementación pedagógica, podrían profundizar la sobrecarga laboral docente y burocratizar aún más los procesos de evaluación, relegando el sentido formativo y de mejora de la enseñanza.

#### Tensiones en torno a la segmentación educativa y el acceso al conocimiento
Desde una perspectiva analítica, diversos autores han señalado las tensiones presentes en las políticas de inclusión educativa implementadas en la provincia de Buenos Aires, especialmente en relación con la segmentación socioeducativa y el acceso desigual al conocimiento. Estos análisis advierten que la flexibilización de los formatos educativos, cuando no está acompañada por estrategias que garanticen aprendizajes significativos, puede implicar riesgos importantes. En particular, se ha observado que programas como el Plan FinEs, aunque fundamentales para ampliar el derecho a la educación de jóvenes y adultos, pueden configurarse como circuitos de baja intensidad institucional, con una carga horaria reducida, recursos limitados y menores oportunidades de acceso a saberes socialmente relevantes. Estas advertencias se vinculan con los debates en torno a la reciente actualización del Régimen Académico (Res. 1650/24), la cual, si bien incorpora instancias de intensificación y acompañamiento de trayectorias escolares, no logra resolver completamente la tensión entre inclusión y equidad. Así, se ha planteado que cuando las políticas de inclusión no abordan las desigualdades estructurales ni democratizan efectivamente el acceso al conocimiento, existe el riesgo de reproducir una distribución ilusoria del derecho a la educación, centrada más en la expansión de la cobertura que en la garantía de aprendizajes equivalentes para todos.

## Cultura

### Turismo
La provincia de Buenos Aires posee un marcado desarrollo turístico, que se manifiesta en diversas áreas.
- La forma de turismo más desarrollada son las playas de la costa de la provincia, junto al mar Argentino. Son casi 1200 km de playas, junto a las cuales hay balnearios con diversos grados de desarrollo urbano. Algunos basan su atractivo turístico en un escaso desarrollo urbano que facilite el acceso a los atractivos naturales del lugar (no solamente las playas, sino también los bosques o zonas con dunas), mientras que otros sitios se desarrollan en un grado que les permita recibir a grandes cantidades de turistas y brindar los servicios adecuados para estos. La ciudad más destacada es Mar del Plata, que es el destino turístico más importante del país, junto a otras como San Bernardo del Tuyú, San Clemente del Tuyú, Santa Teresita y Mar de Ajó en el partido de La Costa -segundo destino turístico más importante del país-[90] Necochea, Miramar, Pinamar, Villa Gesell, Claromecó y Monte Hermoso, entre otras.
- El Delta del río Paraná, situado junto a la provincia de Entre Ríos, es otro sitio con desarrollo turístico orientado hacia el uso de lanchas u otros vehículos acuáticos, cuya cabecera es la localidad de Tigre en el partido homónimo.
- Al centro-sur de la provincia se encuentran los sistemas serranos de Ventania y Tandilla. Allí se llevan a cabo actividades de montañismo y excursionismo. Los centros turísticos serranos más importantes son sierra de la Ventana, cercano al cerro Tres Picos, que es el más alto de la provincia, y Tandil, con su réplica de la famosa piedra movediza que es el símbolo más importante de la ciudad.
- Algunas lagunas bonaerenses son explotadas turísticamente. Las de mayor infraestructura son la Laguna de Gómez, ubicada en la ciudad de Junín dentro del parque natural Laguna de Gómez, y la Laguna de Chascomús, junto a la ciudad homónima. Otras lagunas con gran actividad náutica y pesquera son las denominadas "encadenadas del oeste", encontrándose Laguna del Monte, Laguna Cochicó o Laguna Alsina.
- Hay también numerosas estancias a lo largo de las zonas pampeanas de la provincia. Estas basan su atractivo turístico en la vida rural y en la figura del gaucho. Poblaciones que poseen estancias en sus alrededores son San Antonio de Areco, General Madariaga, Maipú, Capilla del Señor, Tapalqué y Dolores, entre otras.
- Algunas ciudades tienen también importantes iglesias o sitios de interés para la religión católica del país, los cuales motivan el turismo religioso. El destino más conocido es la ciudad de Luján, seguido por San Nicolás de los Arroyos, a donde se realizan peregrinaciones todos los años.

#### Galería de imágenes

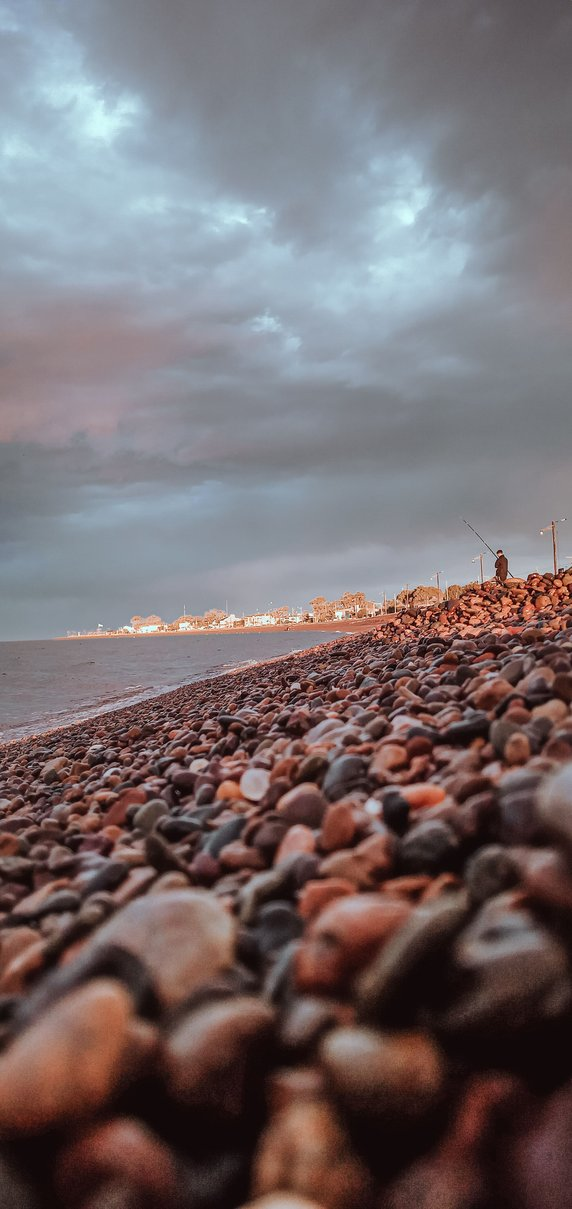
Bahía de San Blas - El paraíso del pescador
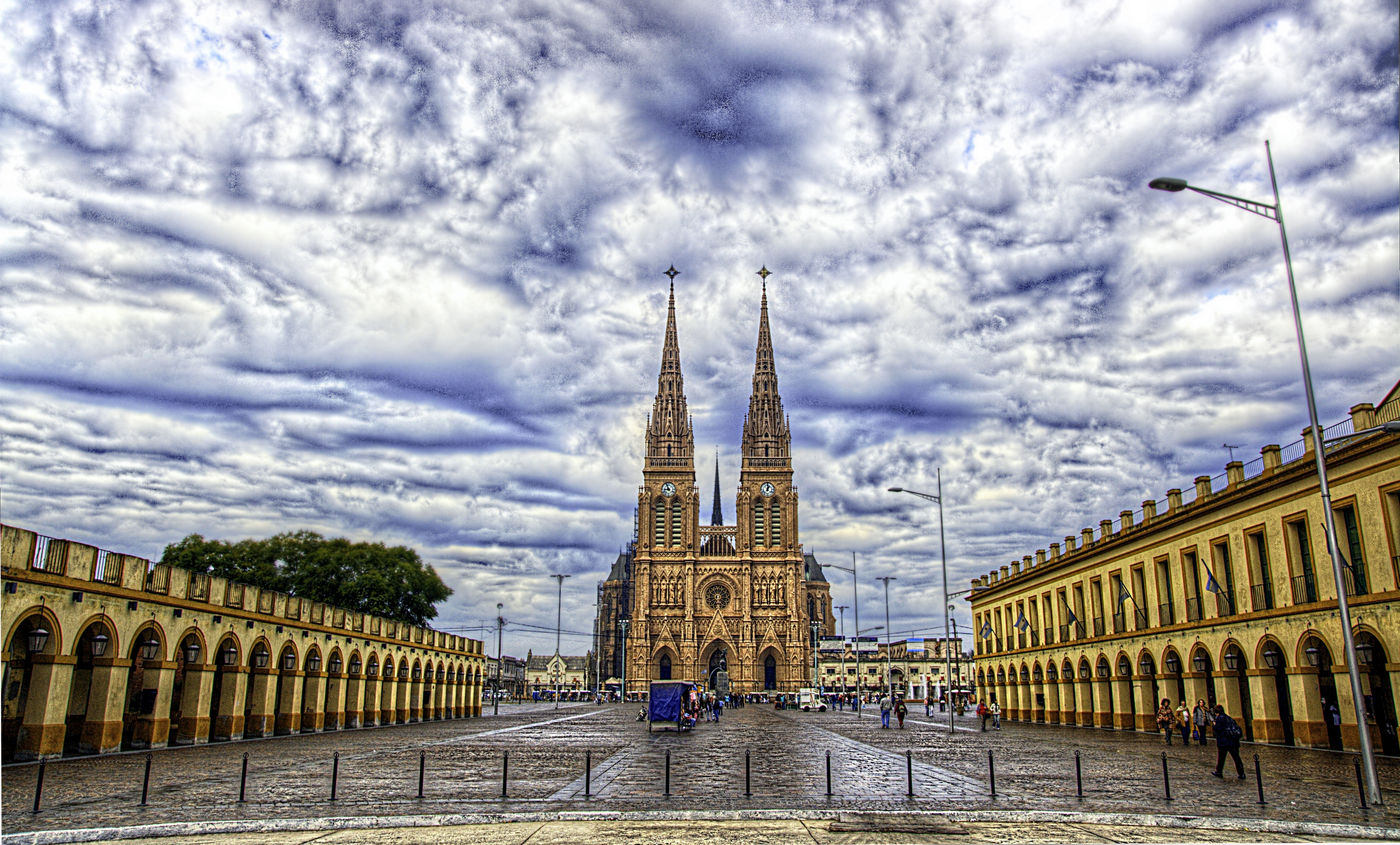
La basílica de Nuestra Señora de Luján, de estilo neogótico
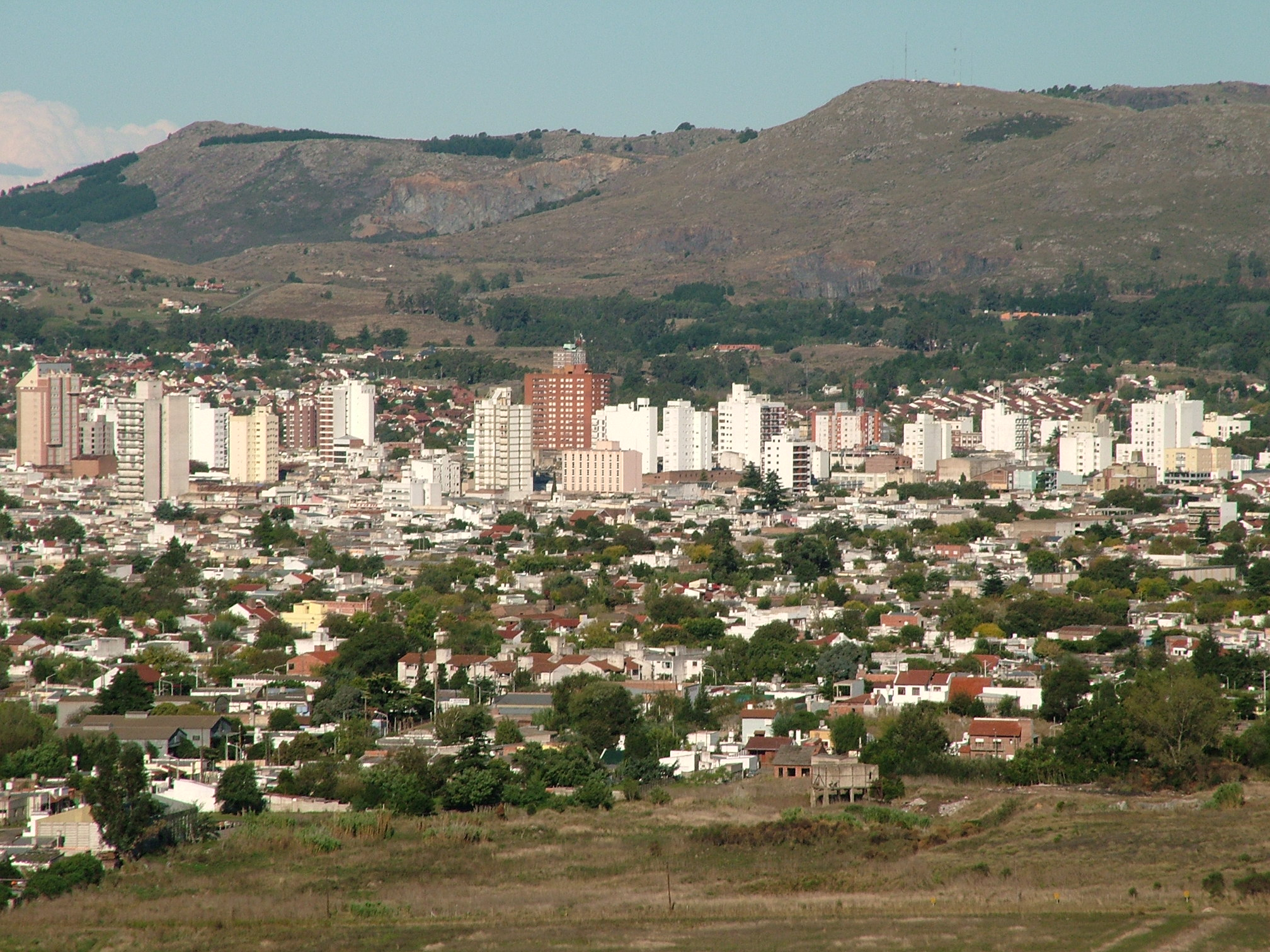
La ciudad de Tandil rodeada de sierras
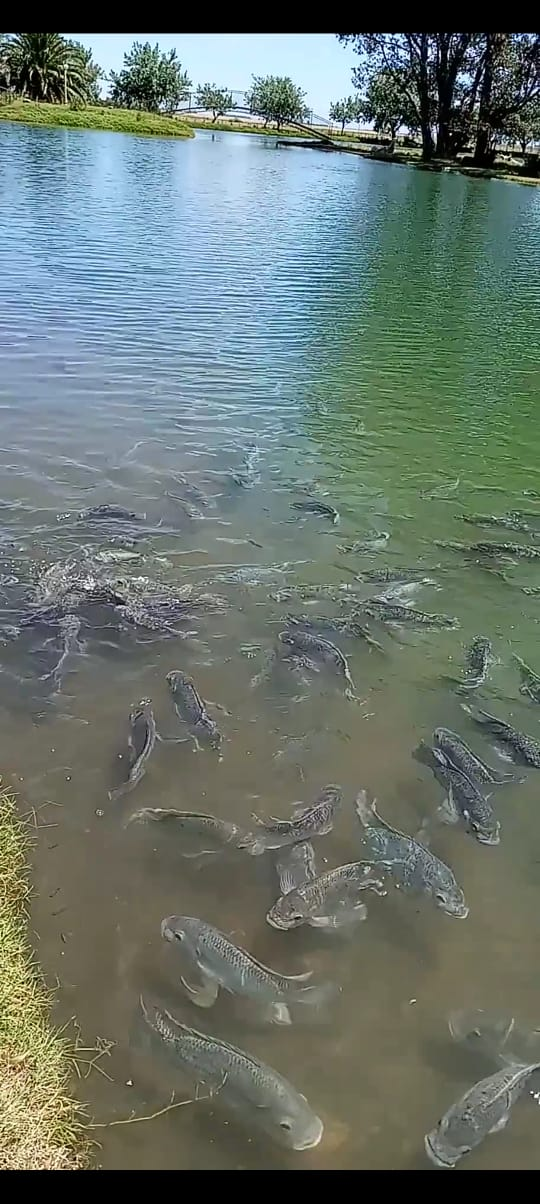
Visita el Lago Artificial de las Termas de Medanos. Un precioso lugar recreativo

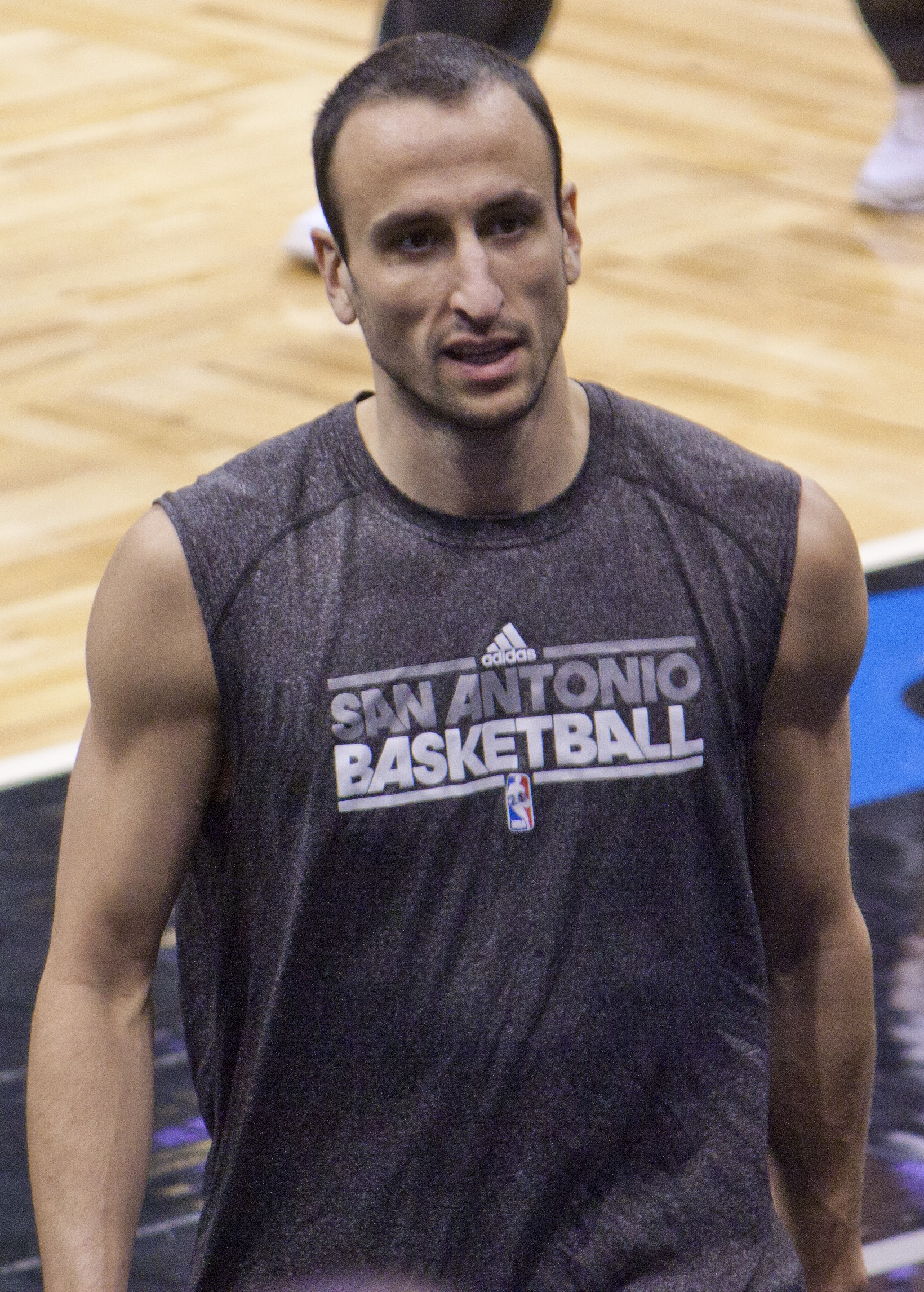
El medallista Olímpico Emanuel Ginóbili es uno de los distinguidos como Ciudadano Ilustre de la Provincia de Buenos Aires

### Ciudadanos Ilustres
Por intermedio de la sanción de la ley provincial 14622 se establece la distinción de “Ciudadano/a Ilustre de la provincia de Buenos Aires”. El honor se les otorga a los miembros que en su vida pública, profesional y privada, puedan ser señalados como ejemplo o valores para las generaciones presentes y futuras.
Son requisitos para ser considerado Ciudadano Ilustre;
Destacarse tanto en su obra como trayectoria cívica.
- Campos de la cultura, ciencia, política, deporte y defensa de derechos.
- Aprobación por las 2/3 partes de las cámaras legislativas.
- Residir mínimamente diez años en la provincia.

La provincia de Buenos Aires ha otorgado la mención en 117 ocasiones, siendo en su mayoría a única persona, salvo en los casos de los medallistas olímpicos Eduardo Guerrero y Tranquilo Capozzo; y de los militantes sindicalistas conocidos como los Presos de Bragado, Pascual Vuotto, Reclús de Diago y Santiago Mainini.

### Premios Nobel bonaerenses
La provincia de Buenos Aires destaca por ser la única fuera del distrito de la ciudad de Buenos Aires que cuenta con uno o dos, según se analice, personas nacidas o que han estudiado en Argentina que cuentan con un Premio Nobel, de un total de cinco premios Nobel que han recibido ciudadanos argentinos. Ellos son:
- César Milstein: bahiense, premio Nobel a la Medicina en 1984.
- Carlos Saavedra Lamas: porteño, nacido en la época en que la ciudad de Buenos Aires era parte de la provincia homónima, premio Nobel de la Paz en 1936.

## Deporte

### Fútbol

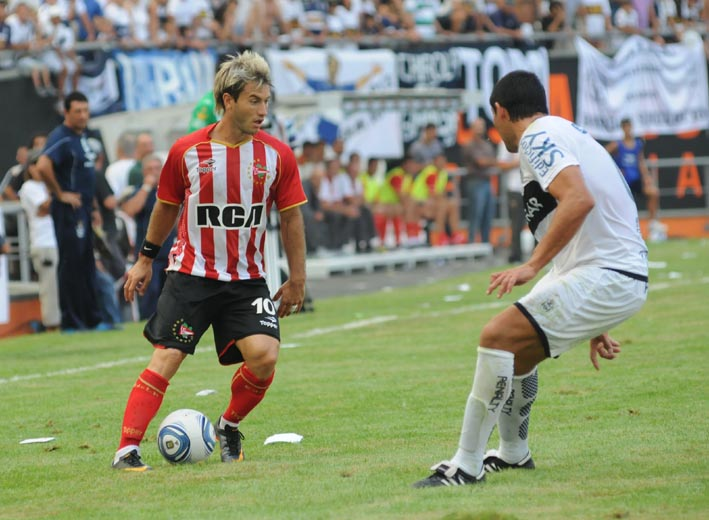
El clásico platense es uno de los más atractivos del torneo de primera división del fútbol argentino.

La provincia de Buenos Aires cuenta con numerosos equipos de fútbol profesionales. En la Región Metropolitana de Buenos Aires (RMBA) se encuentran los equipos de Independiente y Racing (Avellaneda), dos de los cinco grandes del fútbol argentino. Otros equipos de la RMBA son Temperley, Deportivo Laferrere, Defensa y Justicia, Arsenal, Quilmes, Los Andes, Banfield, Lanús, Talleres de Escalada, Sportivo Italiano, San Miguel, Muñiz, Juventud Unida, Deportivo Morón, Almirante Brown, Platense, Chacarita Juniors, Tigre y Estudiantes de Buenos Aires entre otros.
Fuera de la Región Metropolitana de Buenos Aires, se destacan Estudiantes de La Plata, Gimnasia y Esgrima La Plata, ambos equipos de la ciudad capital de la provincia, La Plata, estableciendo el clásico platense.
En cuanto a la relevancia de los clubes, la provincia de Buenos Aires junto con la ciudad de Buenos Aires, conforman los únicos dos distritos del país que poseen clubes de fútbol que ganaron al menos una (1) vez la Copa Libertadores de América y al menos una (1) vez la "Copa del Mundo" ("Copa Europea Sudamericana" o su evolución a "Copa Intercontinental", hoy "Mundial de Clubes"). Dichos clubes, por cantidad de títulos ganados en ambas competiciones, son: Independiente (Avellaneda), Estudiantes de La Plata (La Plata) y Racing (Avellaneda). En resumen: sólo tres ciudades argentinas ostentan campeones de América y del Mundo: Avellaneda, Buenos Aires y La Plata, y a las cuales las separa una distancia menor a 55 km.
El interior provincial, tiene representación en las distintas regiones siendo los clubes más destacados: Olimpo y Villa Mitre, (Bahía Blanca) Huracán de Tres Arroyos, (Tres Arroyos) Aldosivi y Alvarado (Mar del Plata) Sarmiento (Junín), Douglas Haig (Pergamino) Agropecuario (Carlos Casares), Santamarina (Tandil), Racing de Olavarría (Olavarría), Flandría y Club Luján (Luján), y Villa Dálmine (Campana) entre otros.

### Rugby
La provincia está representada en la Unión Argentina de Rugby (UAR) por cuatro uniones: la Unión de Rugby de Buenos Aires (URBA), incluye los equipos de la Ciudad Autónoma de Buenos Aires (CABA), la Unión de Rugby de Mar del Plata, la Unión de Rugby del Oeste de la provincia de Buenos Aires (UROBA) y la Unión de Rugby del Sur.
Algunos de los clubes más destacados son CASI y SIC de San Isidro, quienes protagonizan el clásico del Rugby Argentino. Otros equipos notables de la provincia son Hindú (Tigre) y Alumni (Pilar), todos pertenecientes a la URBA.
Dentro de la provincia de Buenos Aires, se encuentra el representativo de la región, "Las Águilas". El seleccionado bonaerense lidera el historial del Campeonato Argentino de Rugby (que es el campeonato argentino de seleccionados de uniones de rugby del país) con 34 títulos. Este logro es exclusivamente de toda la URBA, la cual no solo alberga clubes bonaerenses sino también a los porteños y hasta a un rosarino.

### Básquet
El básquet tiene también relevancia en esta provincia, especialmente en ciertas ciudades del interior provincial como: Bahía Blanca, Mar del Plata, Olavarría y Junín. Entre otros, algunos de los equipos de básquet más importantes de la provincia son: Peñarol de Mar del Plata, Quilmes de Mar del Plata, Bahía Basket, Estudiantes de Bahía Blanca, Olimpo de Bahía Blanca, Argentino de Junín, Club Ciclista Juninense y Estudiantes de Olavarría en el interior provincial; mientras que en la Región Metropolitana de Buenos Aires (RMBA) se encuentran Gimnasia y Esgrima de La Plata, el Club Atlético Platense y Lanús.

### Vóley
En la primera división del vóley argentino cuenta con participantes. En la Región Metropolitana de Buenos Aires (RMBA) se encuentran Lomas Vóley y UNTreF Vóley, mientras que en el interior provincial se encuentra con el múltiplecampeón Club Ciudad de Bolívar, por motivos de patrocinio más conocido como "Personal Bolívar".
En la Serie A2 de vóley argentino se destaca Once Unidos de Mar del Plata.

### Automovilismo
En la provincia de Buenos Aires se encuentran numerosos autódromos, entre ellos los de: La Plata, Nueve de Julio, Olavarría, Mar de Ajó, Junín, Balcarce, San Nicolás de los Arroyos y Bahía Blanca, que han sido visitados por campeonatos nacionales de automovilismo como el Turismo Carretera, TC 2000, Top Race y Turismo Nacional.
Numerosos pilotos de automovilismo son oriundos de la provincia de Buenos Aires, entre ellos Juan Manuel Fangio, José Froilán González, Onofre Marimón, Roberto Mieres, Dante Emiliozzi, Juan María Traverso, Luis Rubén Di Palma, Roberto Mouras, Oscar Castellano, Emilio Satriano, Norberto Fontana, Gastón Mazzacane, Guillermo Ortelli, Matías Rossi, Agustín Canapino y Franco Colapinto.

### Hipismo
El Hipódromo de San Isidro se inauguró en 1935 y es sede del Gran Premio Carlos Pellegrini, la carrera de caballos más importante del país, y el Gran Premio Jockey Club, una de las tres de la Triple Corona. El Hipódromo de La Plata es el tercero en importancia en Argentina, cuyo principal evento es el Gran Premio Internacional Dardo Rocha.

## Transporte

### Aeropuertos

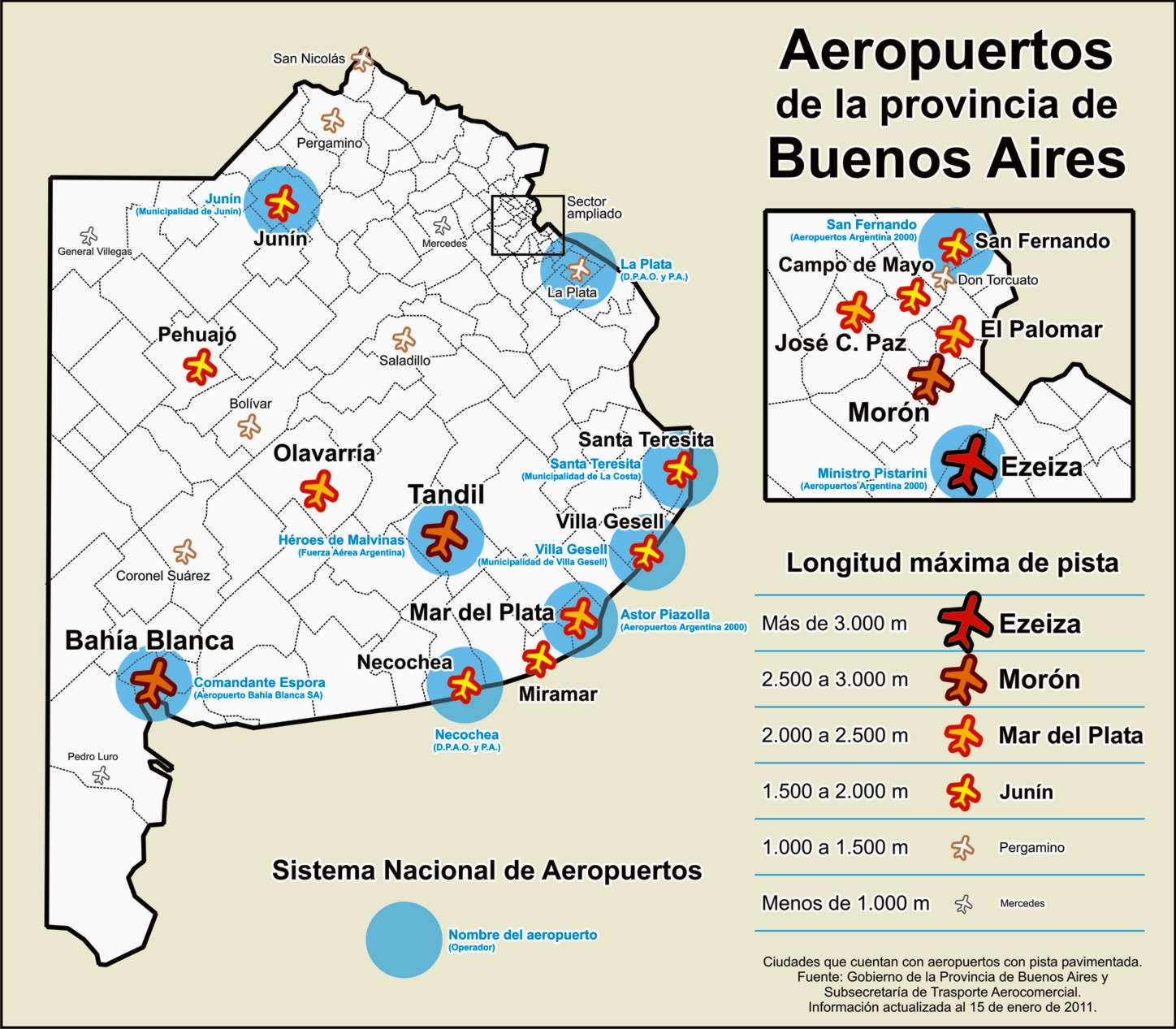
Aeropuertos de la provincia de Buenos Aires

La provincia de Buenos Aires cuenta con más de 100 aeródromos y aeropuertos públicos, de los cuales 26 poseen pista pavimentada. Los siguientes son los únicos que pertenecen al Sistema Nacional de Aeropuertos:
| Nombre                                           | Ciudad         | OACI | IATA | FAA |
| Aeropuerto Internacional Ministro Pistarini      | Ezeiza         | SAEZ | EZE  | EZE |
| Aeropuerto Internacional de San Fernando         | San Fernando   | SADF | FDO  | FDO |
| Aeropuerto Internacional Astor Piazzolla         | Mar del Plata  | SAZM | MDQ  | MDP |
| Aeropuerto Comandante Espora                     | Bahía Blanca   | SAZB | BHI  | EPO |
| Aeropuerto Edgardo Hugo Yelpo                    | Necochea       | SAZO | NEC  | NEC |
| Aeropuerto de Junín (Cerrado indeterminadamente) | Junín          | SAAJ | JNI  | NIN |
| Aeropuerto de La Plata                           | La Plata       | SADL | LPG  | PTA |
| Aeropuerto de Santa Teresita                     | Santa Teresita | SAZL | SST  | SST |
| Aeropuerto de Tandil                             | Tandil         | SAZT | TDL  | DIL |
| Aeropuerto de Villa Gesell                       | Villa Gesell   | SAZV | VLG  | GES |

El Aeropuerto Internacional Ministro Pistarini, conocido como Aeropuerto de Ezeiza, es la principal terminal aérea internacional de la Argentina. Está ubicado en el partido de Ezeiza en el conurbano bonaerense.
Fuera del Sistema Nacional de Aeropuertos se destacan los de Morón, Olavarría y El Palomar, este último localizado en terrenos donados por la familia de Jorge Newbery, pionero de la aviación argentina.
En cuanto al transporte aéreo, la provincia de Buenos Aires posee dos particularidades que la distinguen de otras:
1. Es la sede del principal aeropuerto internacional del país en el Partido de Ezeiza.
2. Su distrito capital (La Plata), si bien posee aeropuerto (aeropuerto de La Plata), el mismo no cuenta con actividad aerocomercial de cabotaje ni internacional, por lo cual, es la única provincia de un total de 24 distritos, cuya capital se encuentra aislada y desconectada desde el punto de vista aerocomercial.

### Puertos

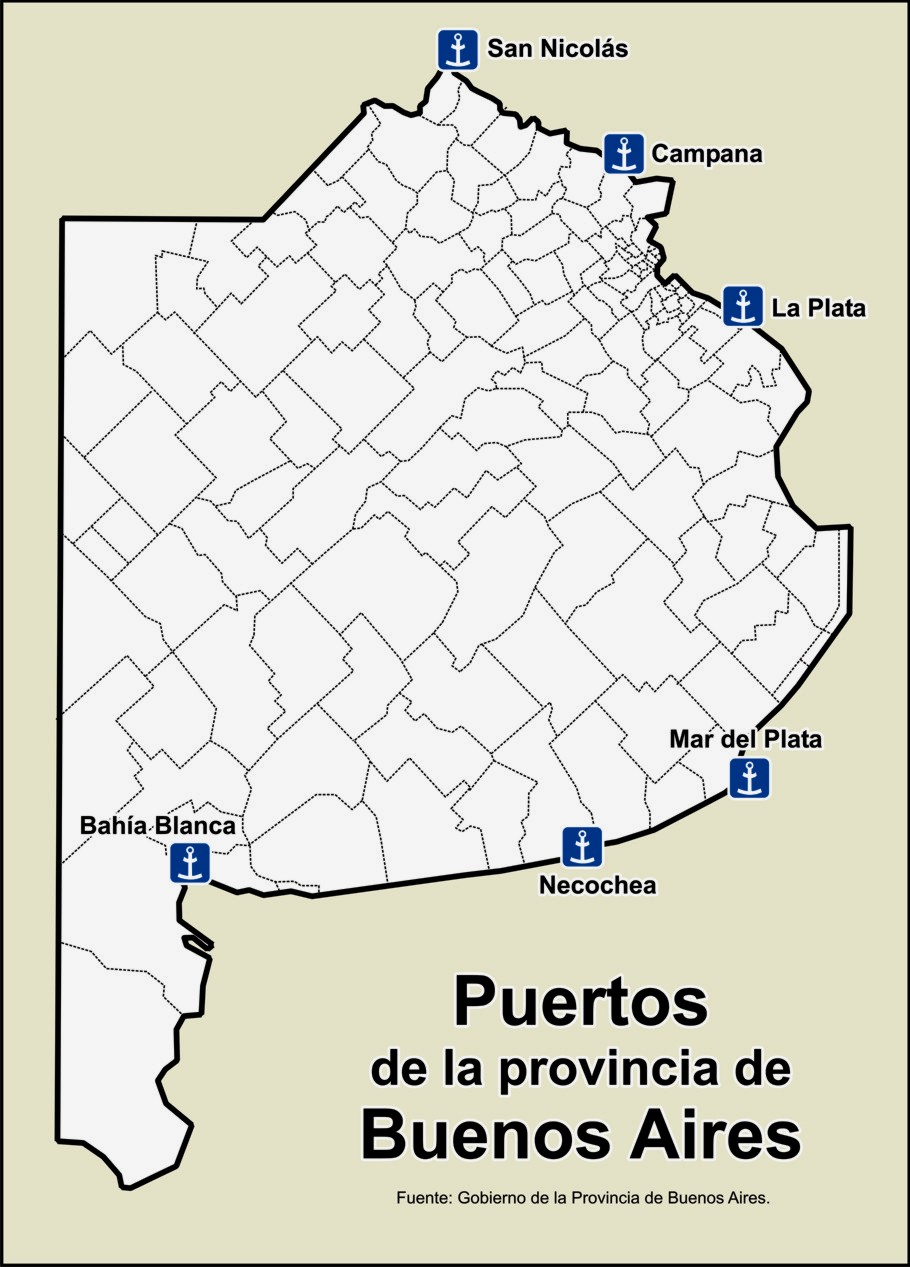
Principales puertos de la provincia de Buenos Aires

Los principales puertos de la provincia de Buenos Aires son los siguientes:
La provincia de Buenos Aires cuenta con 12 puertos públicos, 26 privados y más de 200 de usos recreativos que se encuentran distribuidos a lo largo de 1500 kilómetros de costa marítima y fluvial. El Puerto de Bahía Blanca se caracteriza por el movimiento de cereales y oleaginosas (soja, maíz, trigo); combustibles (metano, fuel oil); fertilizantes y manufacturas agropecuarias (harina de soja, aceite de girasol).En el Puerto de Quequén predominan las operaciones de granos (cebada, soja), mientras que el puerto de Mar del Plata se asocia predominantemente a la industria del pescado. En el Puerto de La Plata se mueve principalmente combustibles, productos químicos, arena y vehículos, mientras que en Dock Sud impera el tráfico de contenedores, combustibles y arena.
Dentro de los puertos fluviales, en San Pedro prevalecen las operaciones de granos (arroz, soja) y cítricos (limón), en San Nicolás se destacan los fertilizantes y la siderurgia y en el  Puerto de Coronel Rosales, se embarca el petróleo crudo.
| Nombre                               | Ciudad        | Sobre           |
| Puerto Ingeniero White               | Bahía Blanca  | Mar Argentino   |
| Puerto Galván                        | Bahía Blanca  | Mar Argentino   |
| Puerto Rosales                       | Punta Alta    | Mar Argentino   |
| Puerto de San Nicolás de los Arroyos | San Nicolás   | Río Paraná      |
| Puerto de Campana                    | Campana       | Río Paraná      |
| Puerto de La Plata                   | Ensenada      | Río de la Plata |
| Puerto de Mar del Plata              | Mar del Plata | Mar Argentino   |
| Puerto de Quequén                    | Necochea      | Mar Argentino   |

|| Puerto de San Pedro || San Pedro || Río Paraná

### Ferrocarril

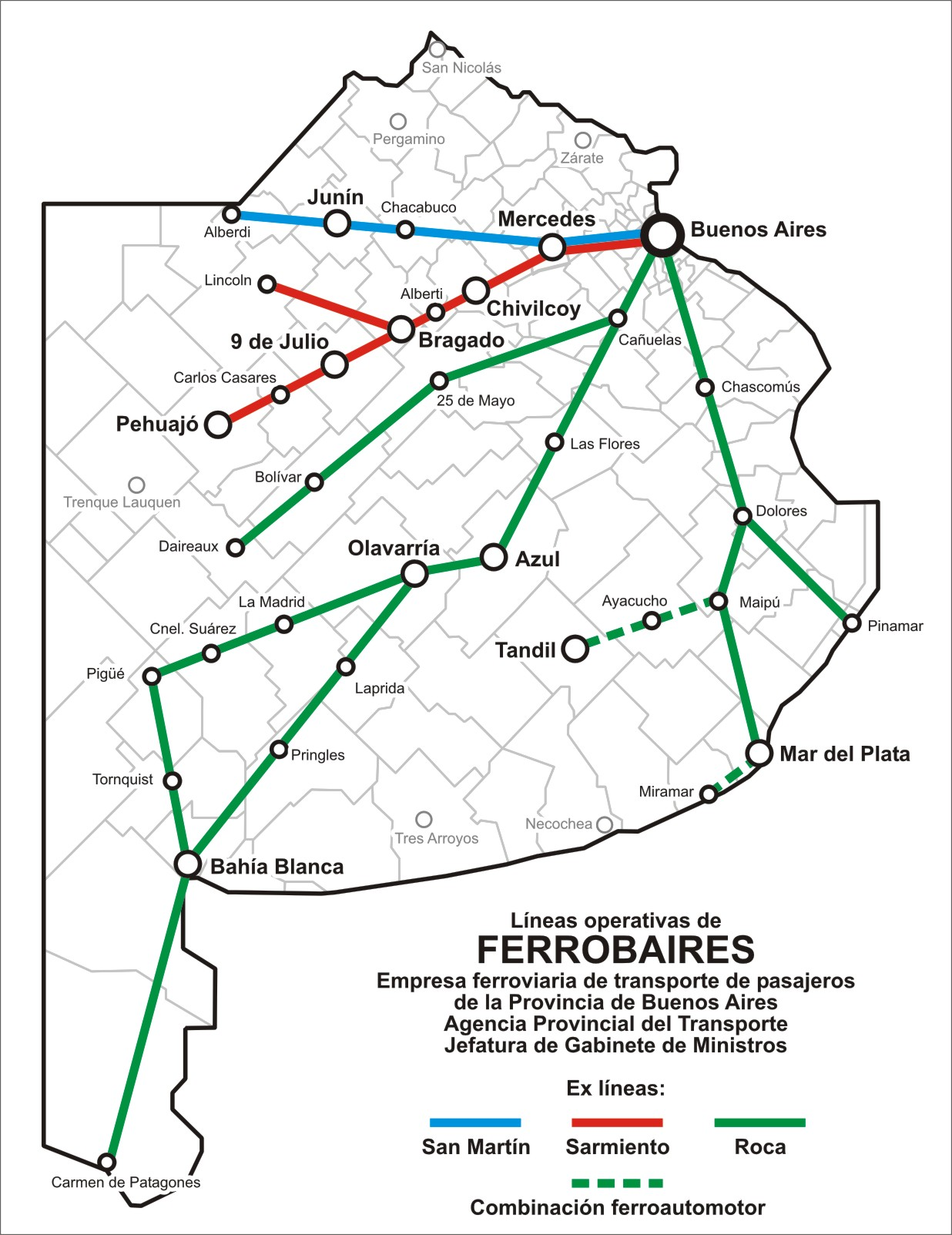
Líneas operativas de Ferrobaires y principales destinos en 2012

Fuera del área metropolitana de la ciudad autónoma de Buenos Aires, en el interior bonaerense existen ramales ferroviarios de pasajeros operados por la empresa estatal Trenes Argentinos.
Paradójicamente y contraria a la situación en otras provincias, ningún servicio de larga distancia de pasajeros que esté operativo actualmente en el país tiene traza o circula por la ciudad capital (La Plata) de la provincia, situación que pone de manifiesto la influencia y peso que sigue teniendo la ciudad de Buenos Aires en la provincia. Asimismo, el ferrocarril de la provincia de Buenos Aires se encuentra no operativo.
Los ramales activos con servicio de pasajeros y sus principales destinos son:
| Ferrocarril                | Ciudad               | Estación          |
| General San Martín         | Buenos Aires         | Retiro San Martín |
| General San Martín         | Chacabuco            | Chacabuco         |
| General San Martín         | Junín                | Junín             |
| Domingo Faustino Sarmiento | Buenos Aires         | Once              |
| Domingo Faustino Sarmiento | Luján                | Luján             |
| Domingo Faustino Sarmiento | Mercedes             | Mercedes          |
| Domingo Faustino Sarmiento | Chivilcoy            | Chivilcoy Sud     |
| General Roca               | Buenos Aires         | Constitución      |
| General Roca               | San Miguel del Monte | Monte             |
| General Roca               | Las Flores           | Las Flores        |
| General Roca               | Olavarría            | Olavarría         |
| General Roca               | Azul                 | Azul              |
| General Roca               | Pigüé                | Pigüé             |
| General Roca               | Bahía Blanca         | Bahía Blanca Sud  |
| General Roca               | Mar del Plata        | Mar del Plata     |

## Comunicaciones

### Telefonía fija

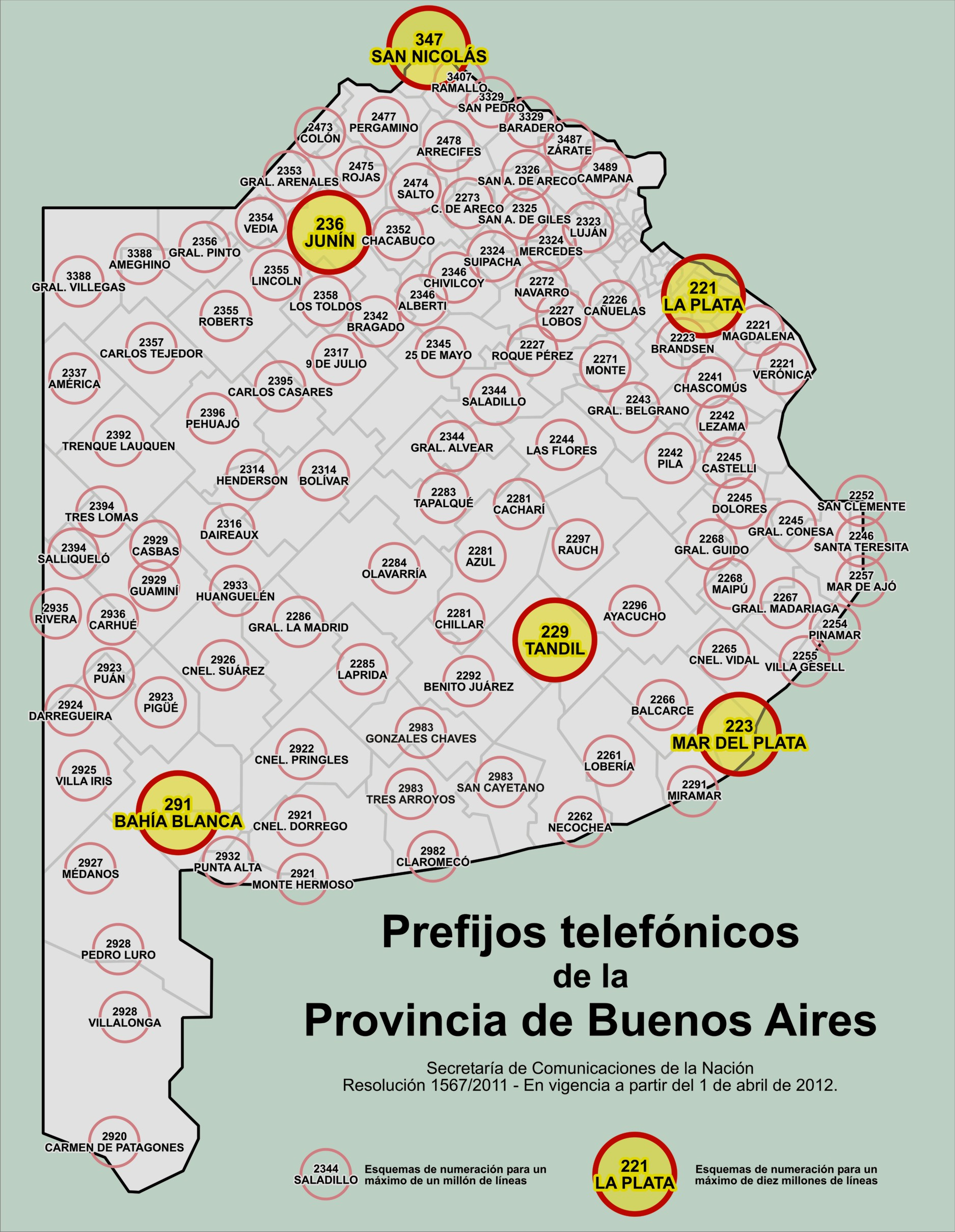
Prefijos telefónicos en la provincia de Buenos Aires a partir del 1 de abril de 2012

La Comisión Nacional de Comunicaciones estableció cambios a los prefijos de algunas ciudades de la provincia, para ampliar las capacidades potenciales de cobertura. Estos cambios entraron en vigencia el 1 de abril de 2012.
| Ciudades con esquemas de numeración para un máximo de 10 millones de líneas |         |
| Ciudad                                                                      | Prefijo |
| Bahía Blanca                                                                | 291     |
| Junín                                                                       | 236     |
| La Plata                                                                    | 221     |
| Mar del Plata                                                               | 223     |
| San Nicolás de los Arroyos                                                  | 336     |
| Tandil                                                                      | 249     |

| Principales localidades con esquemas de numeración para un máximo de un millón de líneas |         |  |                |         |  |                 |         |
| Ciudad                                                                                   | Prefijo |  | Ciudad         | Prefijo |  | Ciudad          | Prefijo |
| Azul                                                                                     | 2281    |  | C. Suárez      | 2926    |  | Pehuajó         | 2396    |
| Balcarce                                                                                 | 2266    |  | Lincoln        | 2355    |  | Pergamino       | 2477    |
| Bragado                                                                                  | 2342    |  | Lobos          | 2227    |  | Pigüé           | 2923    |
| Campana                                                                                  | 3489    |  | Luján          | 2323    |  | Punta Alta      | 2932    |
| Chacabuco                                                                                | 2352    |  | Mercedes       | 2324    |  | San Pedro       | 3329    |
| Chascomús                                                                                | 2241    |  | Necochea       | 2262    |  | Trenque Lauquen | 2392    |
| Chivilcoy                                                                                | 2346    |  | Nueve de Julio | 2317    |  | Tres Arroyos    | 2983    |
| C. Pringles                                                                              | 2922    |  | Olavarría      | 2284    |  | Zárate          | 3487    |

### Telefonía móvil

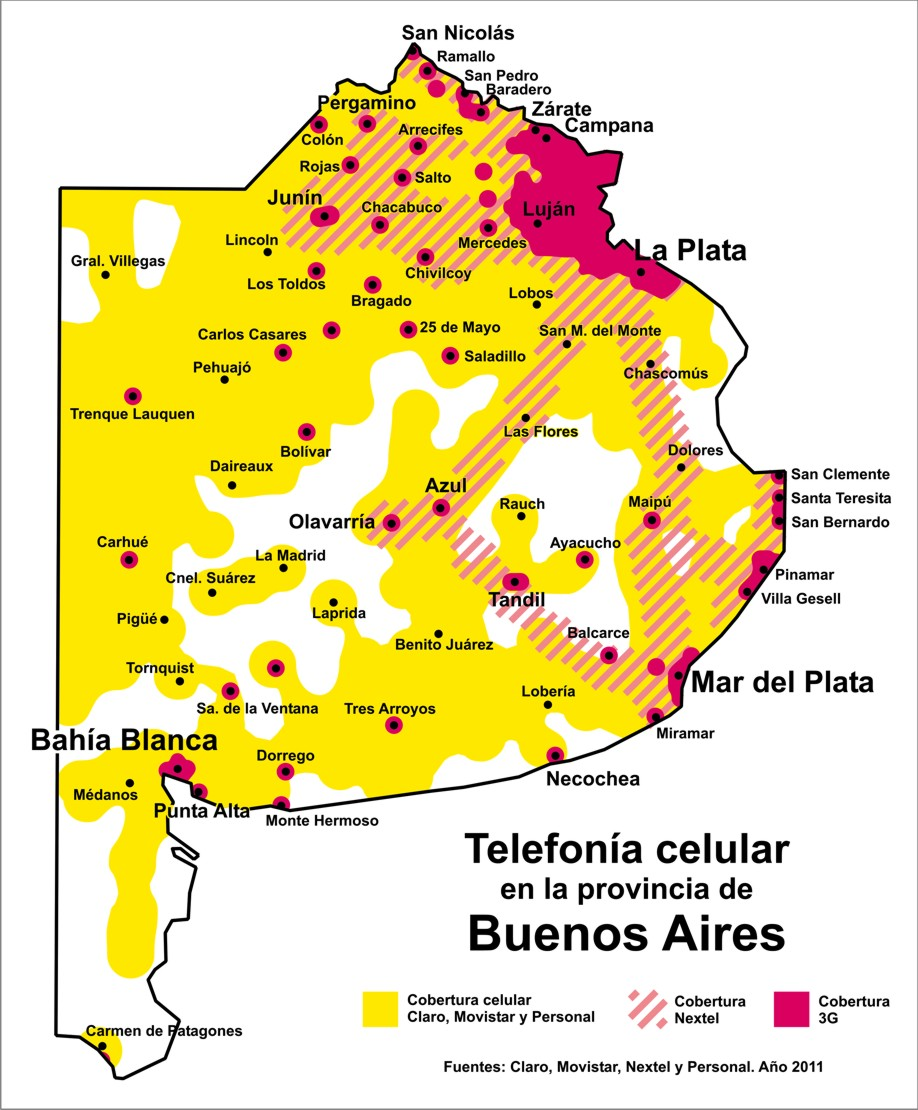
Cobertura de telefonía celular en la provincia de Buenos Aires en 2012

En 2012 la provincia de Buenos Aires se encuentra cubierta prácticamente en su totalidad por las redes de telefonía móvil de las compañías Claro, Movistar y Personal, quedando sin servicio solamente algunas zonas rurales en el centro, sudoeste, noroeste y sur del territorio.
La cobertura 3G se concentra en el Gran Buenos Aires y en los principales centros urbanos del interior.
Por su parte, la compañía Nextel provee servicio de telefonía móvil y conexión directa (radio digital de doble vía) en el Gran Buenos Aires, varias ciudades del norte, noroeste, centro y costa atlántica, y en las rutas que las unen, principalmente en las nacionales 3, 5, 7, 8, 9, 188 y 226, la ruta provincial 11 y la Autovía 2.
| Noroeste: Córdoba   | Norte: Santa Fe       | Nordeste: Entre Ríos Ciudad Autónoma de Buenos Aires (CABA) |
| Oeste: La Pampa     |                       | Este: Océano Atlántico                                      |
| Suroeste: Río Negro | Sur: Océano Atlántico | Sureste: Océano Atlántico                                   |

## Hermanamientos
- Comunidad de Madrid, España (2001)
- Hebei, China (2001)
- Óblast de Moscú, Rusia (2001)
- Óblast de Járkov, Ucrania (2001)
- Estado de México, México (2001)
- Provincia de Fermo, Italia
- Provincia de Génova, Italia (2001)
- Prefectura de Gifu, Japón (2001)
- Provincia de Roma, Italia (2001)
- Shandong, China (2001)
- Sichuan, China (2001)
- Estado de  Renania del Norte-Westfalia, Alemania
- Comunidad de Galicia, España[100]